# Sacro Romano Impero
Il Sacro Romano Impero, in sigla SRI (in latino Sacrum Imperium Romanum; in tedesco Heiliges Römisches Reich), chiamato anche, in epoca recente, das alte Reich, 'l'antico Impero', o anche Primo Reich (con riferimento al Secondo e al Terzo Reich), fu una Confederazione di Stati dell'Europa centrale e occidentale, nata nell'Alto Medioevo ed esistita per circa un millennio. Traeva il nome "Impero romano" dall'essere considerato una continuazione dell'Impero romano d'Occidente e perciò un potere universale, mentre l'aggettivo "sacro", che lo contrapponeva all'impero pagano dei primi tre secoli, sottolineava il legame tra la rinascita del potere imperiale e la religione cristiana e doveva considerarsi voluta da Dio; per questo motivo il potere di incoronare l'imperatore era attribuito al Papa, almeno fino alla Riforma protestante.
Dopo il fondamentale incontro avvenuto a Paderborn nell'estate del 799 tra il re franco Carlo Magno e papa Leone III, ed in seguito agli accordi tra loro ivi stipulati, il 25 dicembre 800 papa Leone III incoronò Carlo a Roma, nell'antica Basilica di San Pietro, come imperatore, ripristinando il titolo in Europa occidentale, più di tre secoli dopo la caduta del precedente Impero romano d'Occidente nel 476. In teoria e diplomazia, l'Imperatore era considerato un primus inter pares, cioè primo tra pari, essendo i pari gli altri monarchi cattolici in tutta Europa. Il titolo continuò nella famiglia carolingia fino all'888 e dall'896 all'899, dopodiché fu conteso dai sovrani d'Italia in una serie di guerre civili, fino alla morte dell'ultimo pretendente italiano, Berengario I, nel 924. Il titolo fu ripreso ancora il 2 febbraio 962 quando Ottone I, re di Germania, fu incoronato imperatore, configurandosi come successore di Carlo Magno e dando avvio ad un impero esistito per oltre otto secoli.
Alcuni storici si riferiscono all'incoronazione di Carlo Magno come inizio dell'Impero, mentre altri fanno riferimento all'incoronazione di Ottone I. Gli studiosi generalmente concordano, tuttavia, nel riferire un'evoluzione delle istituzioni e dei principi costitutivi dell'Impero, descrivendo una graduale assunzione del titolo e del ruolo imperiali.
Il primo ad aggiungere il termine "sacro" al consueto "impero romano" fu Federico Barbarossa: esso appare in una lettera del 1157, che chiedeva aiuto ai magnati dell'Impero contro le città lombarde. La denominazione "Sacro Romano Impero" prese però a imporsi solo a partire dal XIII secolo.
Solo nel 1512, sotto l'imperatore Massimiliano I d'Asburgo, la dizione Sacro Romano Impero della Nazione Germanica (in tedesco Heiliges Römisches Reich Deutscher Nation, in latino Sacrum Imperium Romanum Nationis Germanicae), già attestata fin dal 1417, fu usata in un atto del sovrano, il preambolo di commiato al Reichstag di Colonia. La titolatura dell'imperatore, in ogni caso, non cambiò, restando fino al 1806 Imperator Romanorum semper Augustus, senza riferimenti germanici.
In teoria, l'Imperatore doveva essere la massima autorità politica del mondo abitato, superiore a tutti i re e pareggiato (o superato, a seconda delle visioni politiche) solo dal Papa, che era chiamato a governare la cristianità nelle materie che riguardavano la fede. Tuttavia, nei fatti, una tale sistemazione si ebbe soltanto con Carlo Magno, che comunque già non aveva giurisdizione diretta su alcune terre cristiane, come l'Inghilterra.
Da Ottone I di Sassonia in avanti, l'impero governava la Germania, i paesi alpini, e per un periodo minore parti dell'Italia e di altre terre europee. L'ascesa al trono austriaco di Maria Teresa d'Asburgo, figlia di Carlo VI, comportò l'impossibilità della stessa di ottenere anche la corona imperiale, preclusa alle donne dalla legge salica. Carlo Alberto, duca di Baviera, riuscì a farsi eleggere imperatore. Scoppiò dunque la guerra di successione austriaca. Al termine, nel 1745, il marito dell'arciduchessa d'Austria, Francesco I d'Asburgo Lorena, fu eletto imperatore.
Il Sacro Romano Impero fu formalmente dissolto con il trattato di Presburgo del 1806.

## Storia

### Origini

#### Continuità e discontinuità tra Imperi carolingio e germanico
Secondo alcuni storici l'Impero carolingio è considerato la prima fase del Sacro Romano Impero e quindi individuano la sua fondazione nell'800 con l'incoronazione di Carlo Magno da papa Leone III, mentre altri individuano la fondazione nel 962 con l'incoronazione di Ottone I di Sassonia da papa Giovanni XII. Facendo partire cronologicamente la storia del Sacro Romano Impero da Carlo Magno, oltre al titolo di re dei Franchi, gli venne dato quello di "Augustus Imperator Romanorum gubernans Imperium", conferitogli dal papa durante l'incoronazione.
Al di là della rottura provocata dalle lotte tra i discendenti di Carlo, comunque, la successione imperiale continuò; gli imperatori si consideravano successori di Carlo Magno, infatti, Carlo IV e Carlo V portavano questi ordinali (dopo il nome regale) come successori di Carlo Magno (Carlo I), Carlo il Calvo (Carlo II) e Carlo il Grosso (Carlo III).
L'Impero carolingio copriva un'area che include le odierne Francia e Germania, la Catalogna, i paesi del Benelux, la Svizzera e buona parte dell'Italia settentrionale, anche se la dinastia che governava questi territori era di stirpe franca, e dunque germanica. L'Impero acquistò un carattere più germanico dopo la spartizione attuata dal Trattato di Verdun dell'843, grazie al quale la dinastia Carolingia proseguì — per pochi decenni — su linee indipendenti nelle tre regioni. La parte più orientale cadde sotto Ludovico II il Germanico, che ebbe vari successori fino alla morte di Ludovico IV, detto "il Fanciullo", ultimo sovrano carolingio della parte orientale.

#### Formazione dell'Impero ottoniano

I territori del Sacro Romano Impero nel 972, sotto Ottone I, e nel 1032, sotto Corrado II.

Alla morte di Ludovico IV, nel 911, i duchi di Alemannia, Baviera, Franconia e Sassonia elessero re dei Franchi uno di loro, il duca Corrado I di Franconia. Il suo successore Enrico I (919 - 936), un sassone, regnò sul regno orientale separato da quello occidentale franco (ancora retto dai Carolingi) nel 921 chiamando sé stesso rex Francorum orientalium (re dei Franchi Orientali).
Enrico designò come suo successore il figlio Ottone, che fu eletto Re ad Aquisgrana nel 936. Questi più tardi, incoronato Imperatore con il nome di Ottone I (poi chiamato "il Grande") nel 962, avrebbe marcato un passo importante, verso l'Impero e avrebbe avuto la benedizione del Papa. Ottone aveva guadagnato prima molto del suo potere, quando nel 955 aveva sbaragliato i Magiari nella battaglia di Lechfeld.
Nella letteratura contemporanea e successiva, ci si riferisce all'incoronazione come a una translatio imperii, trasferimento dell'Impero. Il mitico sottinteso era che c'era e ci sarebbe stato sempre un solo impero. Si considerava che fosse cominciato con Alessandro Magno, fosse passato ai Romani, poi ai Franchi, e finalmente al Sacro Romano Impero (e questo spiega il Romano nel nome dell'Impero). Gli imperatori tedeschi si consideravano quindi i diretti successori di quelli dell'Impero Romano; e per questo motivo inizialmente si davano il titolo di Augusto. Inizialmente essi non si chiamarono ancora Imperatori "Romani", probabilmente per non entrare in conflitto con l'Imperatore Romano che ancora esisteva con l'Impero Romano d'Oriente (Impero Bizantino).
Il termine Imperator Romanorum divenne comune solo successivamente all'epoca di Corrado II.
A quel tempo, il regno più orientale non si presentava come un'entità omogenea definibile già come "tedesca", ma era piuttosto costituito dall'alleanza delle vecchie tribù germaniche dei Bavari, Svevo-Alemanni, Franconi e Sassoni. L'Impero come unione politica probabilmente sopravvisse solo per la forte personalità e influenza di Enrico il Sassone e di suo figlio Ottone. Tuttavia, anche se formalmente eletti dai capi delle tribù germaniche, nella realtà essi riuscirono a designare i loro successori.
Questo cambiò dopo Enrico II morto nel 1024 senza figli quando Corrado II, primo della dinastia Salica, fu eletto re nello stesso anno solo dopo qualche dibattito. Come esattamente il re fosse scelto sembra essere una complicata combinazione di influenza personale, lotte tribali, eredità e acclamazione da parte dei capi chiamati a formare l'assemblea dei principi.
Già a quel tempo il dualismo fra i territori, quelli delle vecchie tribù radicate nelle terre dei Franchi ed il Re/Imperatore, divenne solo apparente. Ciascun re preferiva passare la maggior parte del tempo nei suoi territori. Questa pratica cambiò solo al tempo di Ottone III re nel 983, imperatore dal 996 al 1002, che cominciò a utilizzare le sedi vescovili sparse nell'Impero come sedi temporanee del governo. Anche i suoi successori Enrico II, Corrado II ed Enrico III, apparentemente riuscirono a legare i duchi al territorio. Non è, quindi, una coincidenza se all'epoca la terminologia cambia e si trovano le prime occorrenze del termine Regnum Teutonicum.

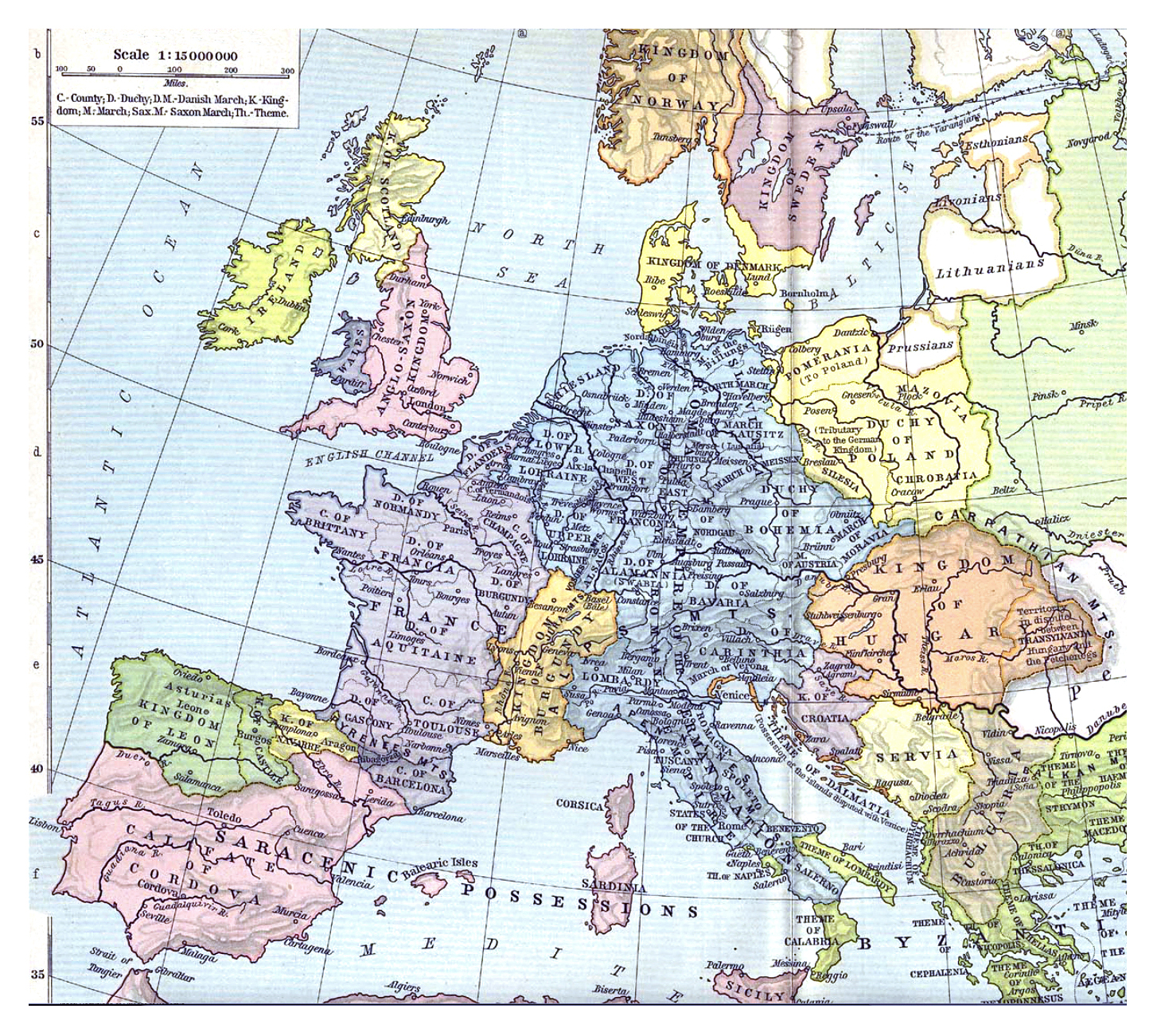
Il Sacro Romano Impero nell'anno mille andava da Amburgo fino a Salerno

#### La lotta per le investiture
La gloria dell'Impero quasi si estinse nella lotta per le investiture, durante la quale il Papa Gregorio VII scomunicò Enrico IV (Re nel 1056, Imperatore dal 1084 al 1106).
Sebbene fosse stata revocata dopo l'umiliazione di Canossa del 1077, la scomunica ebbe vaste conseguenze.
Nel frattempo i duchi tedeschi avevano eletto un secondo Re, Rodolfo di Svevia, che Enrico IV poté sconfiggere solo dopo una guerra di tre anni nel 1080. Le radici mitiche dell'Impero erano danneggiate per sempre; il Re tedesco era stato umiliato. Più importante ancora, la Chiesa diveniva un'entità indipendente sulla scacchiera dell'Impero.

### L'Impero sotto gli Hohenstaufen

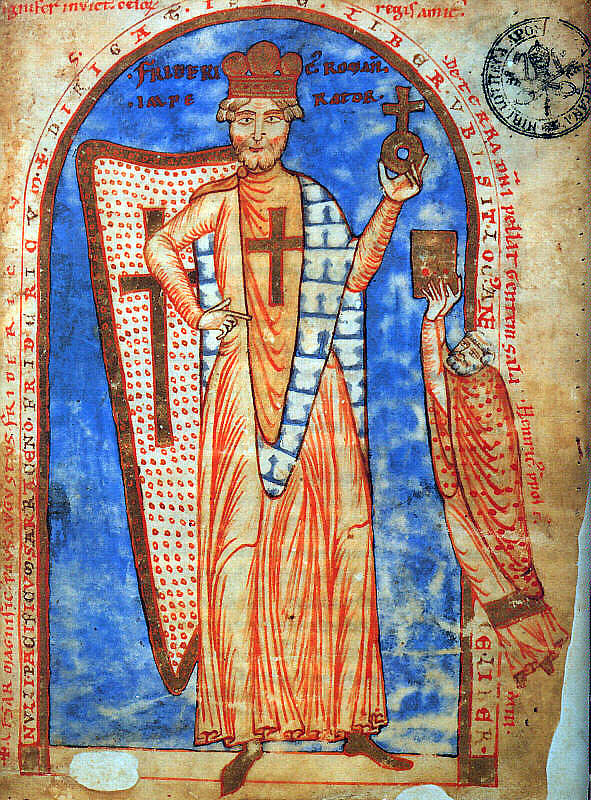
Miniatura raffigurante Federico Barbarossa

Corrado III salì al trono nel 1138, fu il primo imperatore della dinastia Hohenstaufen (o di Svevia, in quanto gli Hohenstaufen erano duchi di Svevia), il cui periodo coincise con la restaurazione della gloria dell'Impero anche sotto le nuove condizioni del concordato di Worms. Fu Federico Barbarossa, il secondo della dinastia di Svevia (Re nel 1152, Imperatore dal 1155 al 1190) a chiamare per primo "Sacro" l'Impero.
Inoltre, sotto il Barbarossa l'idea della romanità dell'Impero tornò a crescere. Nel 1158, un'assemblea imperiale svoltasi nelle campagne di Roncaglia, presso Piacenza, e perciò detta Dieta di Roncaglia, esplicitamente giustificò i diritti imperiali con la opinione di quattuor doctores del nuovo organismo giuridico della Università di Bologna, che cita frasi come princeps legibus solutus (il Principe non è soggetto alla legge) tratte dai Digesta del Corpus iuris civilis. Che i legislatori romani l'avessero creato per un sistema completamente diverso, che non coincideva affatto con la struttura dell'Impero, era considerato del tutto secondario; la corte dell'imperatore aveva la necessità di legittimarsi storicamente.
Ai diritti imperiali ci si era riferiti con il termine generico di regalia fino alla lotta per le investiture, ma furono enumerati per la prima volta a Roncaglia. Questo elenco includeva strade pubbliche, tariffe, emissione di moneta, raccolta di imposte punitive e la nomina e revoca dei funzionari. Questi diritti furono radicati esplicitamente nella legge romana, come fosse una legge costituzionale; il sistema fu anche connesso alla legge feudale e il cambiamento più evidente fu il ritiro dei feudi di Enrico il Leone nel 1180, che portò alla sua scomunica. Barbarossa, quindi, per un certo tempo, cercò di legare più strettamente i riottosi duchi tedeschi all'impero come un tutt'uno.
Fu proprio lo scontro con Enrico il Leone, della casata di Welfen, ad essere una delle cause della guerra che in Italia fu nota come guerra civile fra guelfi e ghibellini, i primi, legati al duca di Baviera e al papa, i secondi legati agli Hohenstaufen. La guerra avrà ripercussioni per molti anni in Italia e in Germania, portando anche al forte indebolimento dei ducati di Svevia e Baviera
Un'altra importante novità costituzionale decisa a Roncaglia fu l'instaurazione di una nuova pace (Landfrieden) per tutto l'Impero, un tentativo non solo di abolire le faide private fra i duchi locali, ma anche di legare i subordinati dell'Imperatore a un sistema di giurisdizione e di persecuzione pubblica degli atti criminali, concetto che all'epoca non era universalmente accettato.
Poiché, dopo la lotta per le investiture, l'imperatore non poteva più appoggiarsi alla Chiesa per mantenere il potere, gli Staufen sempre più concedevano terra a funzionari che Federico sperava fossero più manovrabili dei duchi locali. Inizialmente utilizzati soprattutto per servizi di guerra, questi avrebbero formato la base per la futura classe dei cavalieri, altro appoggio del potere imperiale.
Un altro concetto innovativo per il tempo era la fondazione sistematica di nuove città, sia da parte dell'Imperatore sia da parte dei duchi locali. Ciò era dovuto all'esplosione della popolazione, ma anche alla necessità di concentrare il potere economico in località strategiche, mentre fino ad allora le sole città esistenti erano di antica fondazione romana o le più vecchie sedi vescovili. Fra le città fondate nel XII secolo, Friburgo, modello economico per molte altre successive, e Monaco.

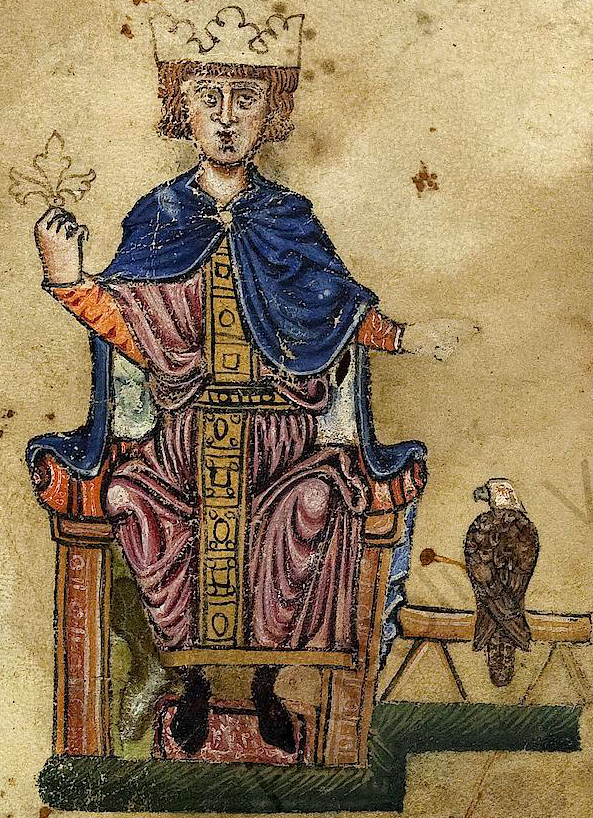
Federico II di Svevia

Il successivo regno dell'ultimo degli Staufen, Federico II, fu per molti aspetti differente da quello dei predecessori. Ancora bambino inizialmente regnò in Sicilia (Regnum Siciliae), mentre in Germania Filippo di Svevia e Ottone IV competevano con lui per il titolo di Re dei Romani. Dopo essere stato incoronato imperatore nel 1220, rischiò il conflitto con il Papa per aver reclamato il potere su Roma; in modo stupefacente per molti, si impossessò di Gerusalemme nella Sesta crociata del 1228, mentre era ancora scomunicato dal Papa.
Mentre riportava in auge l'idea mitica dell'Impero, Federico II compì il primo passo nel processo che avrebbe portato alla sua disintegrazione. Da un lato, si concentrò sull'instaurare in Sicilia uno Stato di straordinaria modernità per i tempi, con servizi pubblici, finanze e sistema giudiziario. Dall'altro, fu l'Imperatore che concesse i maggiori poteri ai duchi tedeschi, con due privilegia che non sarebbero stati più revocati dal potere centrale. Nel 1220, con la Confoederatio cum principibus ecclesiasticis, Federico in sostanza cedeva ai vescovi un certo numero di diritti imperiali (regalia), fra cui quelli di stabilire tariffe, battere moneta ed erigere fortificazioni. Nel 1232, con lo Statutum in favorem principum estendeva tali diritti agli altri territori.
Benché molti di questi privilegi esistessero già, non erano elargiti in modo generalizzato e definitivo, onde permettere ai duchi di mantenere l'ordine a nord delle Alpi, mentre Federico voleva concentrarsi sulla sua terra natale, l'Italia. Nel documento del 1232, altra novità importante, i duchi tedeschi vengono chiamati Domini terrae, 'proprietari della terra'.

#### Il Grande Interregno
Dopo la morte di Federico II nel 1250, in Germania gli succedette il figlio Corrado IV, cui si oppose come anti-re Guglielmo II d'Olanda. Scomparsi anche questi due, rispettivamente nel 1254 e nel 1256, seguì il periodo poi noto come Grande Interregno (1250-1273): furono nominati vari imperatori, nessuno dei quali però riuscì ad imporre la propria autorità sull'impero. Di conseguenza, i vari signori feudali accrebbero ulteriormente il proprio potere e iniziarono a considerarsi principi indipendenti.

#### Cambiamenti nella struttura politica dell'impero

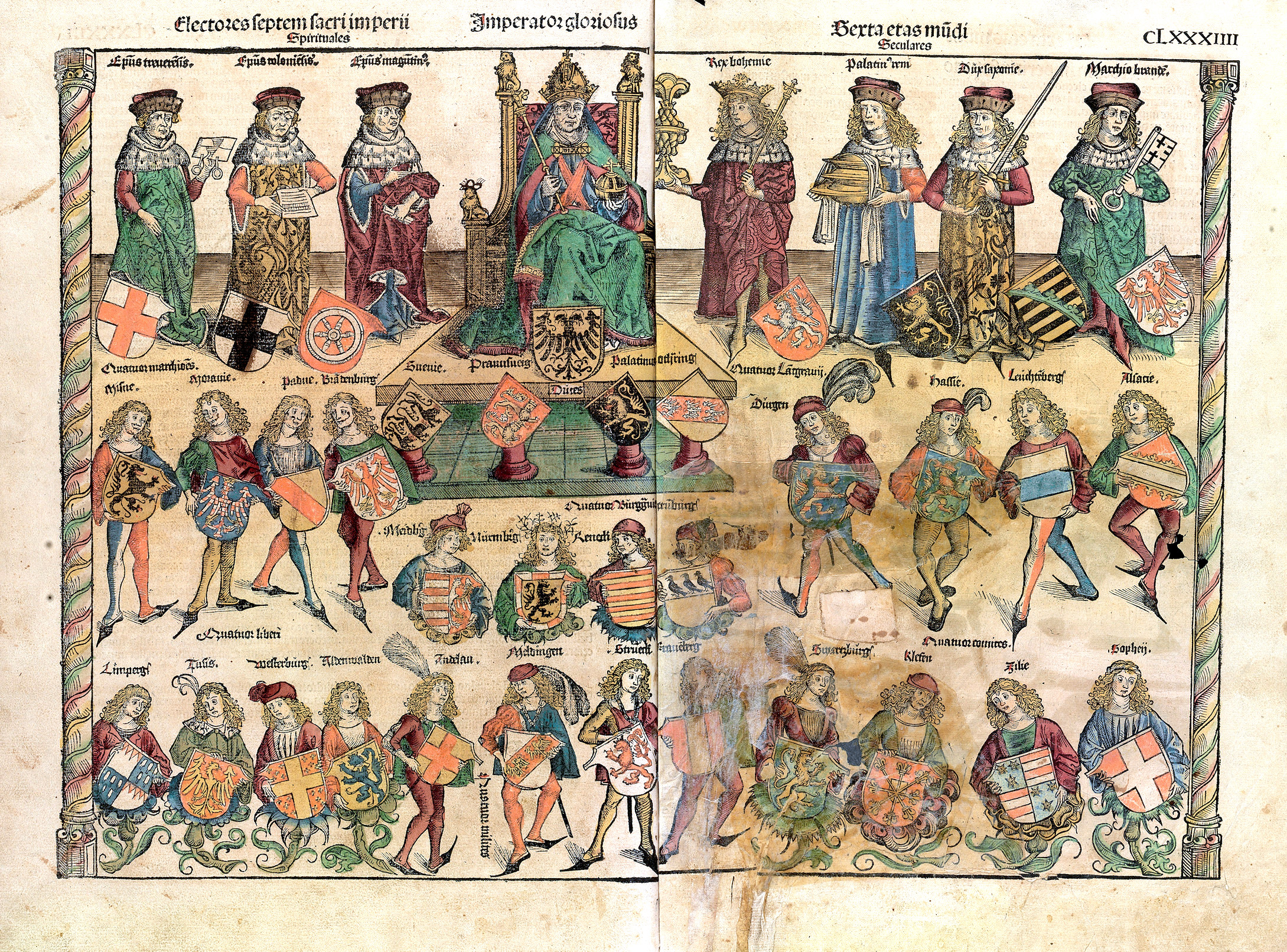
Illustrazione della Cronaca di Norimberga che raffigura la struttura del Sacro Romano Impero: l'imperatore siede in mezzo, alla sua destra vi sono tre ecclesiastici, alla sua sinistra quattro elettori secolari.

Nel corso del XIII secolo, vi fu un cambiamento radicale nell'amministrazione dei territori e del potere che lasciava progressivamente spazio all'emersione della borghesia a spese del feudalesimo aristocratico che aveva caratterizzato l'ultima parte del medioevo in Germania. L'ascesa delle città imperiali e l'emergere della classe dei borghesi erosero l'ordine sociale, legale ed economico del feudalesimo.
Il concetto di "proprietà" iniziò a rimpiazzare sempre più forme più antiche di giurisdizione per quanto fortemente legate tra loro. Nei territori (non a livello dell'impero) il potere divenne sempre più legato al possesso della terra: chi possedeva la terra ne aveva anche la giurisdizione, e da questa derivava il potere del singolo rispetto o dentro la comunità.
In questo periodo, i territori dell'impero si trasformarono gradualmente nei predecessori dei moderni stati, con processi talvolta molto diversi a seconda delle aree e ovviamente si rallentò di molto in quei territori fortemente legati alla figura imperiale.
Nel XII secolo sorse inoltre la Lega Anseatica, un'alleanza commerciale e difensiva di diverse gilde mercantili di città e villaggi dell'impero nell'Europa settentrionale e centrale. Questa dominò il commercio marittimo nel Mar Baltico, nel Mare del Nord e nelle libere città imperiali. Dalla fine del XIV secolo, la potente lega iniziò a servirsi anche di proprie forze armate, se necessario. Questo portò a una guerra con il regno di Danimarca tra il 1361 ed il 1370. La lega entrò in declino dopo il 1450.

### Basso Medioevo

#### I Re-conti
Nel 1273, fu eletto sovrano Rodolfo d'Asburgo (1273-1291); tuttavia, sia lui sia i suoi successori Adolfo di Nassau (1292-1298) e Alberto d'Asburgo (1298-1308) non furono mai incoronati imperatori, bensì si fregiarono semplicemente del titolo di Re dei romani.
Nel 1308, Filippo IV di Francia si adoperò per l'elezione di suo fratello Carlo di Valois, al fine di portare l'Impero nell'orbita della Francia; tentò di comprarsi il sostegno degli principi tedeschi con doni lussuosi, oltre a fare affidamento sul possibile appoggio di papa Clemente V, suo connazionale che aveva spostato la sede papale in Francia. Alla fine, tuttavia, fu eletto Enrico VII di Lussemburgo; questi fu dapprima incoronato re ad Aquisgrana, quindi imperatore a Roma nel 1312, a quasi settant'anni dalla deposizione dell'imperatore precedente: Federico II di Svevia.

#### La Bolla d'oro

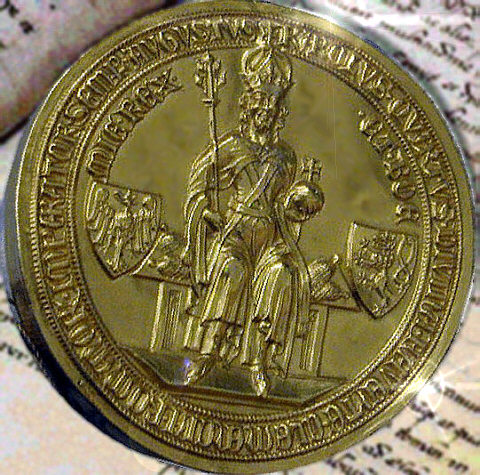
Il sigillo della Bolla d'oro del 1356, raffigurante l'imperatore Carlo IV.

Le difficoltà riscontrate nell'elezione regale finirono per portare alla formazione di un collegio di principi elettori, che in precedenza avevano invece agito soprattutto in base alla consuetudine. Solo nel 1356, con la Bolla d'oro dell'imperatore Carlo IV di Lussemburgo, fu definitivamente stabilita la procedura giuridica per l'elezione imperiale, poi rimasta invariata fino alla fine dell'Impero. I principi elettori potevano ora battere moneta e trasmettere il proprio titolo per via ereditaria; per eleggere l'imperatore non era più richiesto un consenso unanime, ma la maggioranza dei voti. furono designati come principi elettori, con l'accordo del papa, tre ecclesiastici: i vescovi di Magonza, Treviri, e Colonia, e quattro laici: il duca di Sassonia, il Conte palatino del reno, il margravio di Brandeburgo e il Re di Boemia. Mostrando come il centro del potere si stava progressivamente spostando verso le zone più periferiche dell'impero.
Nel 1355, sotto l'imperatore Carlo IV, Praga divenne capitale del Sacro Romano Impero e Rodolfo II riportò la capitale a Praga nel 1583; durante questo periodo la Boemia conobbe un periodo di grande splendore artistico ed economico.

#### La riforma imperiale
Agli inizi del XV secolo, la "costituzione" del Sacro Romano Impero non era ancora del tutto delineata: benché ne fossero state definite alcune istituzioni e procedure, l'interazione tra l'imperatore, gli elettori e gli altri duchi dipendeva in larga parte dalla personalità dei vari sovrani. Sigismondo di Lussemburgo (1433-1437) e Federico III d'Asburgo (1452-1493) si concentrarono soprattutto sui propri domini personali, periferici rispetto alle terre centrali e "germaniche" dell'impero. I duchi iniziarono a rivaleggiare tra di loro e questi conflitti alle volte evolvevano in scontri locali.
L'impero risentì anche della crisi che in quel momento affliggeva la Chiesa: difatti quest'ultima fu lacerata da un Grande scisma tra papi e antipapi, durato per quasi quarant'anni e sanato infine dal concilio di Costanza (1418). L'idea medievale dei due poteri universali, Papato e Impero, alla guida dell'Occidente cristiano riunito entro una sola entità politica, iniziava a rivelarsi inattuale. Pertanto nel '400 si iniziò a discutere dell'eventualità di una riforma dell'organismo imperiale.
Nel 1495, l'imperatore Massimiliano I convocò una dieta a Worms. Qui, il re ed i duchi convennero su quattro punti ed emanarono la Riforma imperiale (Reichsreform), una raccolta di testi legali tendente a dare qualche struttura all'Impero in via di disgregazione. Tra le altre cose furono istituiti i "Circoli Imperiali" (Reichskreisstandschaft) ed il "Tribunale della Camera imperiale"(Reichskammergericht).
Nel 1512, l'Impero prese il nome di Heiliges Römisches Reich Deutscher Nation, "Sacro Romano Impero della nazione germanica". L'addizione Nationis Germanicæ compare solo alla soglia tra il tardo medioevo e la prima età moderna, quando l'impero si estendeva essenzialmente all'area di lingua tedesca. Nel 1486 questo titolo fu utilizzato nel Landfriedensgesetz dell'imperatore Federico III.
Questa aggiunta fu usata ufficialmente per la prima volta nel 1512 nel preambolo dell'addio al Reichstag a Colonia. L'imperatore Massimiliano I aveva invitato i possedimenti imperiali, tra l'altro, allo scopo di preservare [...] il Sacro Romano Impero della nazione tedesca. L'esatto significato originale dell'aggiunta non è del tutto chiaro. Potrebbe significare una restrizione territoriale dopo che l'influenza dell'imperatore nell'Italia imperiale era scesa praticamente a zero e gran parte del regno di Borgogna era ora governata dalla Francia. D'altra parte, c'è anche un'enfasi sulla responsabilità del Reich da parte degli stati imperiali tedeschi, che dovrebbero difendere la loro pretesa all'idea del Reich. Verso la fine del 16º secolo la frase cadde nuovamente in disuso, ma fu usata occasionalmente in letteratura fino alla fine dell'impero.

### Il Rinascimento e la Riforma

#### La riforma dell'impero
Sotto il regno degli imperatori asburgici Federico III, Massimiliano I e Carlo V, vi fu il primo vero rinascimento delle istituzioni imperiali. La funzione dell'imperatore venne strettamente legata alla nuova organizzazione dell'Impero. Massimiliano I fu nello specifico il primo grande riformatore del Sacro Romano Impero nel 1495: egli provvide per la prima volta l'istituzione di una tassa generale, di una moneta comune (Gemeiner Pfennig) e, almeno nelle intenzioni, una "pace perpetua" (Ewiger Landfrieden). Queste riforme non riuscirono tuttavia ad imporsi completamente perché delle istituzioni che ne erano nate, sopravvissero solo i Circoli imperiali ed il Reichskammergericht. Tuttavia si ottenne un sistema di leggi e regolamenti più preciso e una struttura istituzionale di concezione moderna. La collaborazione tra l'imperatore e gli Stati imperiali così definiti giocherà successivamente un ruolo determinante nella politica dell'Impero.
Nel 1532, ad esempio, venne istituita la Constitutio Criminalis Carolina che fornì per la prima volta un quadro penale di riferimento valido per tutto l'impero, di cui da tempo le istituzioni giudiziarie avevano richiesto la necessità.

#### La riforma protestante e Carlo V

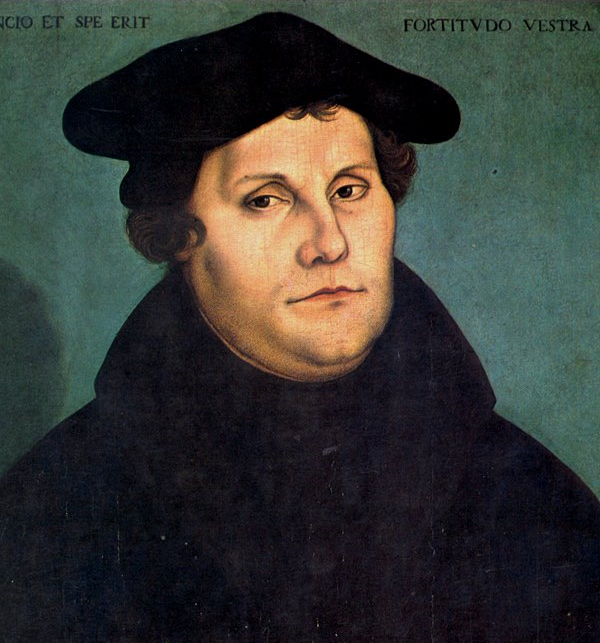
Martin Lutero, il padre della riforma protestante in Germania

Quando Martin Lutero avviò la Riforma protestante, molti duchi locali videro l'opportunità di sfruttare la riforma protestante per opporsi pubblicamente alla figura dell'Imperatore.
L'editto di Worms del 1521 bandì Lutero e le sue tesi dall'impero, schierando chiaramente la posizione dell'imperatore a favore della chiesa cattolica in Germania (di cui egli era fidei defensor) e non concedeva alcuna possibilità di attuare una politica favorevole alla riforma protestante. La dieta imperiale, per contro, essendo composta anche da quei principi che si sono dichiarati aderenti al protestantesimo, giunse invece a dei compromessi, ma dai contorni imprecisi ed ambigui che portarono all'insorgere di controversie legali. La dieta che si tenne a Norimberga nel 1524 dichiarò ad esempio che tutti avrebbero dovuto seguire le norme espresse nell'Editto di Worms "per quanto possibile".
Questa situazione non si dimostrò soddisfacente per nessuna delle parti in causa: i protestanti vivevano nel timore di una costante guerra di religione, mentre i cattolici ed in particolare l'imperatore Carlo V erano ansiosi di ricondurre tutti sotto l'ala della chiesa cattolica. L'imperatore, dal canto suo, almeno inizialmente, sembrò non prendere in considerazione seriamente il caso di Lutero né percepì il significato che la riforma protestante stava prendendo in Germania e di conseguenza non volle accettare alcun compromesso, ricordandosi di essere il garante della "vera chiesa".

Ritratto equestre di Carlo V a Mühlberg, (olio su tela, Tiziano, c.1547, museo del Prado)

A complicare la situazione, il periodo venne segnato da due eventi bellici di notevole importanza. Innanzitutto tra il 1524 ed il 1526 imperversò la rivolta contadina nella Germania meridionale: nel bel mezzo della paventata guerra di religione esplosero le rabbie dei contadini i quali rivendicavano ad esempio l'abolizione delle corvée. Lutero colse l'occasione per riappacificarsi con l'autorità esortando i contadini a sottomettersi all'imperatore, ma senza ad ogni modo che Carlo V si dimostrasse più accondiscendente nei confronti dei protestanti. Il secondo evento, che ebbe rilevanza oltre che a livello religioso anche a livello politico fu l'invasione ottomana dell'Austria. Solimano il Magnifico, sultano ottomano, una volta conquistato l'Oriente, si pose come obbiettivo la conquista dell'Europa. Attaccò l'Ungheria e vinse la battaglia di Mohács nel 1526 ed a quel punto si aprì la strada verso Vienna che venne assediata nel 1529, non riuscendo ad ogni modo ad espugnare la capitale delle terre asburgiche. Carlo V continuò a combattere tenacemente gli ottomani per preservare i confini dell'impero, fatto reso ancora più complesso dal fatto che la Francia di Francesco I si era alleata in supporto ai turchi. Gli Asburgo per contro iniziarono i loro contatti coi Safavidi, dinastia sciita che regnerà in seguito sulla Persia, con l'intento di contrastare i turchi sunniti, loro comuni nemici.
L'apice di questo contrasto fu la creazione, nel 1531, della Lega di Smalcalda, un'alleanza militare volta a consolidare il fronte anti-imperiale e a renderlo effettivo sul piano militare. Dopo molte esitazioni, Carlo V, nell'estate del 1546, impose il bando imperiale ai capi della lega evangelica di Smalcalda ed iniziò così una vera e propria guerra di religione interna all'impero. Questa disputa passò alla storia come la guerra di Smalcalda e perdurò per due anni tra il 1547 ed il 1548. Dopo la vittoria dell'imperatore, i principi protestanti dovettero superare il cosiddetto Interim di Augusta della dieta omonima del 1548.
A complicare la già tesa situazione religiosa, si poneva anche la figura di Carlo V che intendeva nella sua monarchia universalis comprendere non solo il Sacro Romano Impero, ma anche i suoi domini della Spagna, le terre della monarchia asburgica e tutti i territori coloniali.
Il trattato di Passau del 1552 con l'imperatore fu uno dei primi passi verso un tentativo di pacificazione permanente all'interno dell'impero, il quale portò infine alla pace di Augusta del 1555. Ciò che portò ad una risoluzione quasi "naturale" del conflitto tra i principi protestanti e l'imperatore cattolico fu ancora una volta la natura federale dell'impero che, a differenza della vicina Francia (dove le guerre di religione avevano assunto i connotati di una vera e propria guerra civile), non era centralizzato, ma decentrato presso i singoli principi che lo componevano. Si giunse così al compromesso del cuius regio, eius religio dove da un lato l'imperatore rinunciava all'idea di inquadrare tutti gli stati sotto l'unica religione cattolica, ma di lasciare che ogni principe responsabile di uno stato scegliesse la confessione religiosa più confacente alle sue esigenze e che lasciasse la libertà al suo popolo di seguire le sue scelte o di trasferirsi altrove.
Dopo un secolo di contrasti, il conflitto tra i duchi e l'impero, fra l'altro, portò alla guerra dei trent'anni (1618-1648), devastando gran parte dell'Europa.

### La guerra dei trent'anni

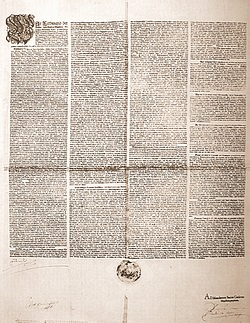
L'Editto di Restituzione del 1629

Dalla metà del secolo sino agli anni '80 del Cinquecento, non vi furono grandi conflitti armati che coinvolsero il Sacro Romano Impero. La pace religiosa ebbe un effetto stabilizzante sulle istituzioni imperiali, ma nel contempo consentì la cosiddetta "confessionalizzazione", ovvero il consolidamento degli stati imperiali in cattolici, protestanti e calvinisti. Questo creò però dei problemi costituzionali, in particolare sulla figura dell'imperatore che non poteva più così definirsi "garante della chiesa cattolica" in quanto chiamato a rappresentare tutto l'impero (compresi dunque i principi protestanti), pur essendo il sovrano un tenace cattolico. A complicare le cose, dall'inizio del XVII secolo, i principi protestanti dell'impero si rifiutarono di riconoscere l'autorità del Consiglio aulico imperiale dal momento che i suoi membri, nominati dall'imperatore, erano ovviamente scelti tutti tra rappresentanti cattolici. Ne conseguì che anche i collegi dei principi elettorali si divisero in base alla loro confessione religiosa.
Il sistema imperiale si trovò sempre più bloccato in sé stesso e si pensava che a breve la pace non potesse essere più garantita. Il 14 maggio 1608, sei principi protestanti fondarono l'Unione protestante. Altri principi e città imperiali in seguito si unirono all'unione, ma stati importanti come la Sassonia elettorale e i principi della Germania settentrionale ne rimasero alla larga. In risposta all'Unione, i principi e le città cattolici fondarono la Lega cattolica il 10 luglio 1609. La lega voleva mantenere il precedente sistema imperiale e preservare il predominio del cattolicesimo nell'impero, mentre i principi protestanti volevano vedere garantiti i loro diritti.
La defenestrazione di Praga fu l'evento scatenante di un grande conflitto che divenne noto come guerra dei trent'anni, nella quale l'imperatore ottenne inizialmente grandi successi militari e cercò anche di sfruttarli per acquisire potere sulla gestione dell'impero nel suo complesso. Nel 1621, l'imperatore Ferdinando II fece dell'ostracismo nei confronti dell'elettore del Palatinato e del re di Boemia Federico V e trasferì la dignità elettorale a Massimiliano I Emanuele di Baviera. Ferdinando era stato precedentemente eletto imperatore da tutti, compresi i protestanti, elettori il 19 agosto 1619, nonostante l'inizio della guerra.
L'Editto di Restituzione del 6 marzo 1629 richiese l'attuazione dei principi della pace di Augusta secondo una chiave d'interpretazione cattolica. Di conseguenza, venne imposto ai principi protestanti che avevano secolarizzato i monasteri, le chiese e le diocesi cattoliche nei loro territori di venire restituiti ai cattolici. Oltre alla ricattolicizzazione di vaste aree protestanti, ciò avrebbe significato un significativo rafforzamento della posizione del potere imperiale nella gestione dell'impero.
Gli elettori costrinsero l'imperatore a rivedere l'editto dietro pena dello scoppio di un nuovo conflitto, cosa che l'imperatore si rifiutò categoricamente di fare. Nel 1630, ad ogni modo, la Svezia (che aveva accettato il protestantesimo) scese in campo a fianco dei principi protestanti del Sacro Romano Impero. Dopo che le truppe imperiali furono sconfitte dalla Svezia per diversi anni, l'imperatore riuscì infine a vincere un nuovo scontro a Nördlingen nel 1634. Nella successiva pace di Praga tra l'imperatore e la Sassonia elettorale nel 1635, impose però Ferdinando la sospensione per quarant'anni dell'Editto di Restituzione emesso nel 1627.
La Francia, che pure era una potenza cattolica in Europa, scelse di entrare nel conflitto per impedire l'eccessiva presa di potere da parte degli Asburgo in Germania, e gli equilibri si spostarono nuovamente a favore dei principi protestanti. Quella che inizialmente era una guerra confessionale interna all'impero, si era trasformata in una lotta per l'egemonia in Europa. La guerra andò avanti negli anni perché i problemi religiosi e costituzionali, almeno provvisoriamente risolti nella pace di Praga, passarono in secondo piano.

### Dopo la pace di Vestfalia
| Governante                       | 1648                | 1714                | 1748                | 1792                |
| -------------------------------- | ------------------- | ------------------- | ------------------- | ------------------- |
| Asburgo d'Austria                | 225.390 km2 (32.8%) | 251.185 km2 (36.5%) | 213.785 km2 (31.1%) | 215.875 km2 (31.4%) |
| Hohenzollern del Brandeburgo     | 70.469 km2 (10.2%)  | 77.702 km2 (11.3%)  | 124.122 km2 (18.1%) | 131.822 km2 (19.2%) |
| Altri principi-elettori secolari | 89.333 km2 (13.1%)  | 122.823 km2 (17.9%) | 123.153 km2 (17.9%) | 121.988 km2 (17.7%) |
| Altri feudatari tedeschi         | 302.146 km2 (44.0%) | 235.628 km2 (34.3%) | 226.278 km2 (32.9%) | 217.653 km2 (31.7%) |
| Totale                           | 687.338             | 687.338             | 687.338             | 687.338             |

Il Sacro Romano Impero dopo la pace di Vestfalia (1648)

La reale fine dell'Impero sopraggiunse in passi successivi. Dopo la pace di Vestfalia del 1648, che assegnò ai territori una sovranità virtualmente completa, consentendo a essi di stringere alleanze indipendenti con altri stati, l'Impero divenne non più di una semplice aggregazione di stati indipendenti.
L'impero, ormai divenuto solo un concetto giuridico, era composto da trecento stati sovrani, aventi diritto di seggio e di voto alla Dieta imperiale permanente a Ratisbona (1667), dove i deputati dei principi tedeschi deliberavano sugli affari tedeschi o di rilievo internazionale per l'impero, e da circa 1.500 signorie di fatto sovrane, ma prive di riconoscimento internazionale.
La loro sovranità veniva esercitata non solo con il governo indipendente dei propri stati con l'organizzazione di una propria amministrazione, un esercito, il diritto di legiferare o di coniare monete proprie, ma anche nei rapporti internazionali con l'invio di proprie rappresentanze presso le altre corti, nel tessere rapporti diplomatici nello stipulare accordi commerciali o militari. L'unica condizione che continuava a legare gli stati tedeschi all'impero era la libertà di stipulare alleanze che, comunque, non fossero di danno all'impero medesimo. Così si arrivò al paradosso che potevano essere fatte alleanze militari contro l'imperatore (quale titolare degli stati Asburgici, e quindi paragonato a ogni altro sovrano), ma non contro gli interessi dell'impero, per il quale si poteva perdere il proprio Stato, come feudo imperiale, con l'accusa di "fellonìa", come fu nel caso di alcuni feudi imperiali italiani (ducato di Mantova e ducato della Mirandola nel 1708).
La concezione giuridica medievale dell'imperatore come una figura giuridica di primus inter pares rispetto agli altri sovrani, garante della difesa della Res publica christiana e di amministratore di pace e giustizia era andata ormai perduta. Questa visione ideale si scontrava con la realtà politica europea: i sovrani dei grandi regni nazionali, benché completamente affrancati dall'autorità imperiale, continuarono a mantenere una certa soggezione formale e giuridica, in qualità di titolari di numerosi feudi dell'impero. Molti sovrani di regni limitrofi all'impero avevano notevoli ingerenze negli affari tedeschi, grazie all'unione personale con alcuni feudi imperiali che permettevano loro di avere anche diritto di voto alla Dieta (Francia, Danimarca, Gran Bretagna, Prussia, Polonia, Svezia).

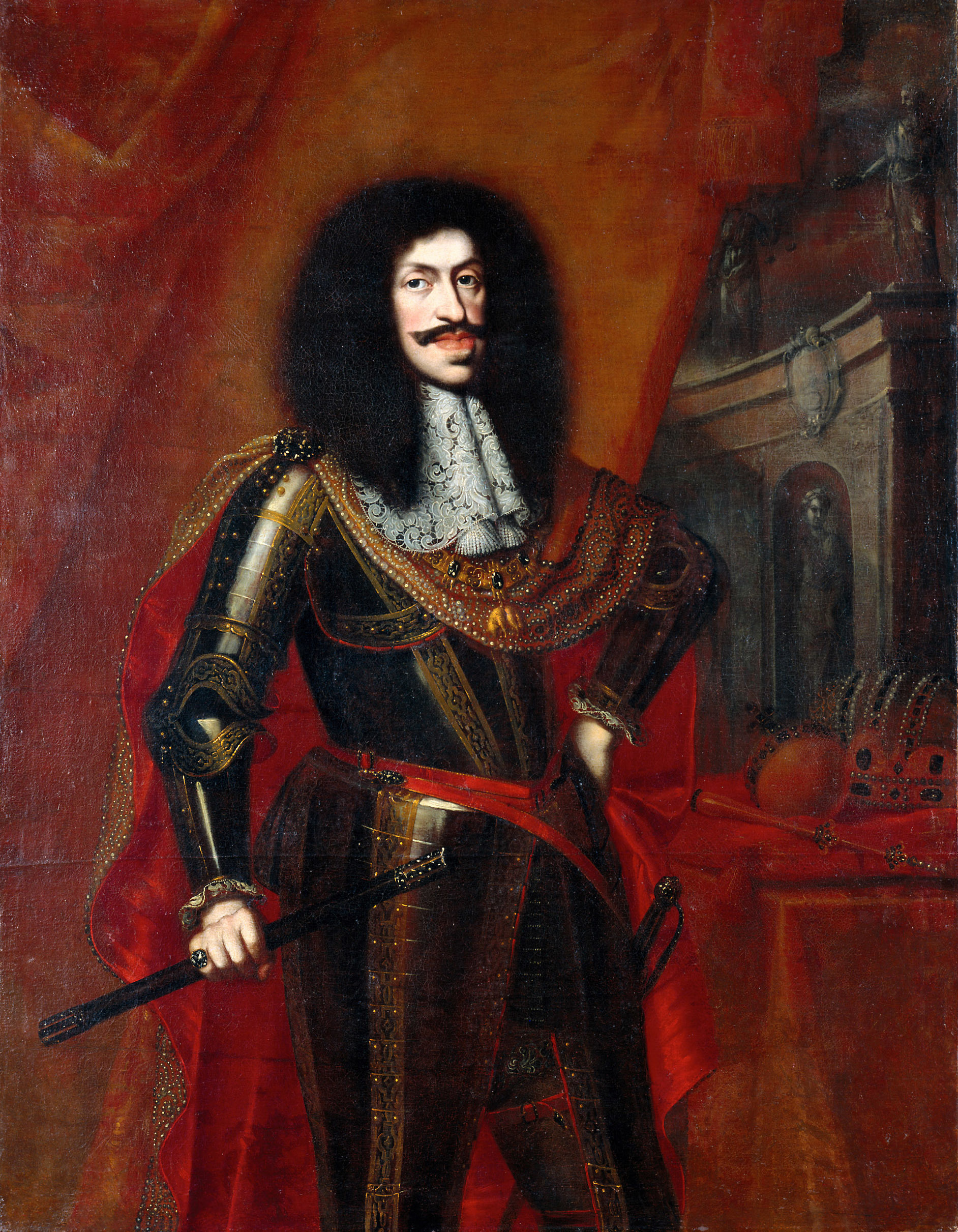
Leopoldo I in un ritratto di Benjamin von Block.

Le minacce all'Impero portate avanti da Luigi XIV e dall'Impero Ottomano spinsero l'imperatore Leopoldo I alla creazione della Nuova Costituzione di difesa dell'Impero del 1681, che si sostituì alla vecchia del 1521. Gli Stati tedeschi, ripartiti nei dieci circoli imperiali, erano distinti in:
- Grandi Elettorati (tre ecclesiastici: gli arcivescovadi di Magonza, di Treviri e di Colonia; e cinque laici: il ducato di Baviera e il regno di Boemia cattolico-romani, e la Marca del Brandeburgo, il Ducato di Sassonia e l'Elettorato del Palatinato, protestanti);
- territori degli altri principi con diritto di voto alla Dieta (ecclesiastici distinti in arcivescovi, vescovi, prevosti, prelati, abati, e laici distinti in duchi, margravi, langravi, principi, conti, questi ultimi raggruppati nei quattro circoli di Wetterau, Svevia, Franconia e Vestfalia);
- e infine circa cinquantuno città libere imperiali.

Fuori dai circoli, e prive di voto alla Dieta, erano oltre un migliaio di piccole signorie equestri ripartite in circoli equestri (Reno, Franconia, Svevia), a loro volta suddivisi in quattordici cantoni nobiliari, oltre al distretto dell'Alsazia. Tale situazione rimase pressoché immutata fino alla rivoluzione francese.
Ogni circolo doveva provvedere al reclutamento e mantenimento di un contingente. Fu imposto che ogni principe avesse il diritto di imporre il contributo dei sudditi alla difesa e fu creata una tassa di circolo per il mantenimento delle truppe, non più una tassa generale che, data l'eterogeneità dell'Impero, aveva avuto sempre una scarsa efficacia. Si giunse così alla creazione di un esercito permanente di circa 40 000 uomini. Nonostante la sua volontà unitaria, questa riforma rafforzò più i grandi stati tedeschi (inclusa l'Austria) che non l'Impero, i quali furono così liberi di approntare difese ed eserciti che rafforzarono il loro potere assoluto sul loro territorio e nell'Impero.

### L'Impero nel XVIII secolo

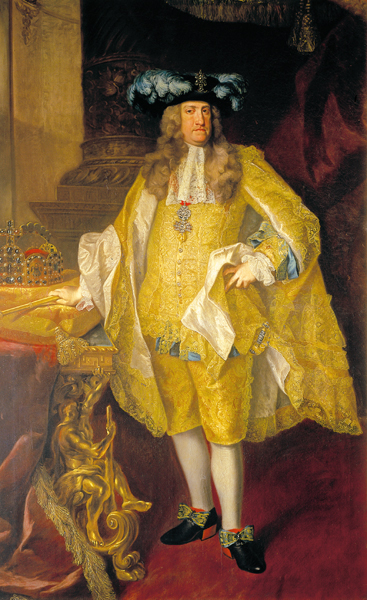
Nel Settecento, sotto il dominio di Carlo VI, i domini della corona austriaca crebbero al loro massimo, contribuendo sempre più quindi all'alienazione dell'Austria rispetto all'impero, pur conservando la corona imperiale agli Asburgo

Nel corso del XVIII secolo la politica francese continua a perseguire un atteggiamento aggressivo nei confronti dell'impero. Luigi XIV di Francia si pose in diretto antagonismo con gli Asburgo che continuavano a detenere il titolo imperiale, di fatto divenuto ereditario per la loro famiglia. Le lunghe guerre che furono combattute nella seconda metà del XVII secolo e nella prima metà del XVIII, portarono a una progressiva erosione dei territori occidentali imperiali a favore della Francia. Inoltre, sempre con l'intenzione di indebolire la monarchia asburgica, la diplomazia francese, fomentava continue alleanze contro gli stati asburgici dell'imperatore come nel caso degli Elettori di Colonia, Treviri e della Baviera. Tale movimento centrifugo degli stati tedeschi favorì la rapida ascesa degli Hohenzollern che da elettori del Brandeburgo nell'arco di cinquanta anni assurgeranno come re di Prussia a governare una nuova potenza europea in grado di competere con gli Asburgo.
Assunto il titolo reale (1701), la Prussia non perse occasione per strappare potere e territori all'Austria degli imperatori Asburgo, facendosi fautrice delle esigenze degli stati tedeschi di fede protestante (ruolo sottratto alla Sassonia, i cui sovrani nel frattempo erano divenuti cattolici per ascendere sul trono polacco). In questa lotta cercarono di inserirsi, come poli alternativi, gli elettorati di Baviera, il cui duca si impossessò per breve tempo del titolo imperiale e della Sassonia che, di fronte alla politica aggressiva prussiana, divenne fedele alleata dell'imperatore.
Nonostante la grave crisi politica che attraversò l'Austria con l'estinzione degli Asburgo, grazie alla politica dell'ultima erede di Carlo VI di Asburgo, Maria Teresa, arciduchessa d'Austria, la corona imperiale ritornò in seno alla famiglia, in capo al suo sposo Francesco di Lorena, eletto così nuovo imperatore. Il titolo rimase ai suoi eredi Asburgo-Lorena fino alla fine dell'impero.

#### Il dualismo Austria-Prussia
Dal 1740, i due maggiori complessi territoriali dell'Impero (i possedimenti ereditari degli Asburgo ed il Brandeburgo-Prussia) si separarono sempre più rispetto all'Impero. Dopo la sua vittoria sui turchi, l'Austria aveva acquisito ampi territori al di fuori dei confini dell'impero, fatto che spinse automaticamente il centro della politica asburgica verso sud-est dal regno di Leopoldo I in poi. Lo stesso si poteva dire anche per il Brandeburgo-Prussia dal momento che gran parte del proprio territorio era posto al di fuori dei confini dell'impero.
Quello che cambiò nel corso del XVIII secolo nel Sacro Romano Impero, ad ogni modo, fu il modo di pensare: se sino alla guerra dei trent'anni era prevalentemente il prestigio a guidare i principi dell'impero, ora era la potenza militare ed economica a farla da padrone ed è ovvio che in questo clima rinnovato gli stati più piccoli si trovassero a fare le spese di quelli più grandi. L'Austria e la Prussia non sono quindi più intesi come parte costituente dell'impero anche perché sono divenute a tutti gli effetti delle nazioni con pieni poteri: l'Austria ha il pieno controllo dei territori da poco conquistati e non vuole che l'impero abbia una qualche forma di ingerenza su di essi. Inoltre essa ha saldamente il controllo delle istituzioni imperiali sulle quali continua ad esercitare la propria funzione sovrastatale. In Prussia, per contro, le istituzioni imperiali non hanno quasi nessun valore e anche tutte le decisioni prese dall'imperatore sugli stati che componevano l'impero nel Settecento, rimasero inascoltate e inapplicate in Prussia. L'imperatore tollerava di fatti questa situazione sapendo di non poter fare nulla in Prussia e tutto ciò contribuì inevitabilmente ad una alienazione dello stato imperiale rispetto alle principali potenze dell'epoca.

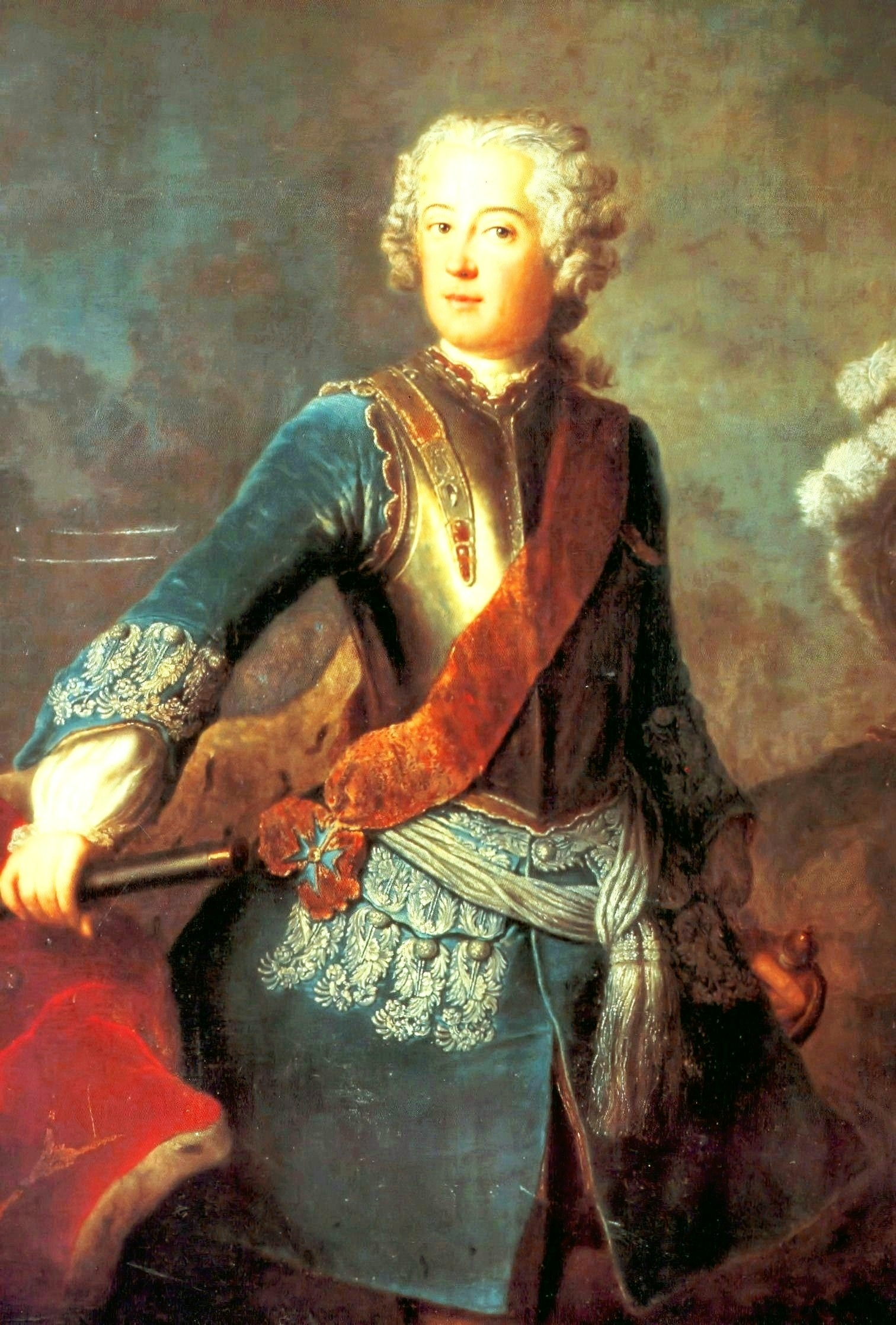
Federico II di Prussia.

Ad ogni modo, se sul piano legislativo la rivalità tra Austria e Prussia venne giocata su una quasi totale indifferenza, essa diede invece origine a una serie di conflitti. La Prussia vinse le due guerre della Slesia e ottenne l'omonima regione, mentre la guerra di successione austriaca si concluse a favore dell'Austria. La Francia dimostrò di essere ormai fuori dai giochi politici quando appoggiò l'effimera elezione di Carlo VII della famiglia bavarese dei Wittelsbach, alla morte del quale tornarono comunque sul trono gli Asburgo.
Questi conflitti, assieme alla Guerra dei Sette anni, si dimostrarono disastrosi per le sorti future dell'Impero. Avviliti dall'alleanza di molti stati imperiali con la Prussia e dall'elezione per la prima volta dopo secoli di un imperatore che non fosse asburgico, gli Asburgo scommisero ancor più di prima su una politica incentrata sull'Austria e sul possesso dei loro domini personali. Le istituzioni dell'Impero divennero così del tutto secondarie nella politica di potere e anche quando personaggi come l'illuminato Giuseppe II cercarono di proporre delle riforme che avessero carattere universale nell'impero, queste o genericamente non vennero ascoltate oppure incontrarono perlopiù l'opposizione di molti.
Lo stesso Giuseppe II agì in modo infelice e spesso brusco nei confronti dell'impero e delle sue istituzioni: la politica del sovrano asburgico, incentrata perlopiù sull'Austria durante la Guerra di successione bavarese del 1778 e del 1779, e la soluzione finale della pace di Teschen lanciata su iniziativa di potenze straniere come la Russia, si rivelarono aggiuntivi disastri per l'Impero. Quando la linea bavarese dei Wittelsbach si estinse nel 1777, Giuseppe II vide la possibilità di incorporare la Baviera nei territori degli Asburgo e rafforzare così il suo potere personale e fu sotto la sua massiccia pressione che l'erede della linea palatina dei Wittelsbach, il principe elettore Carlo Teodoro, acconsentì alla firma di un trattato che cedeva parte della Baviera all'Austria. Questo fatto, legittimo o meno, fece sì che Giuseppe II si arrogasse di fatti come imperatore un territorio componente l'impero. Federico II di Prussia si oppose a ciò, ponendosi come nuovo protettore dell'integrità del Sacro Romano Impero ed esercitando di fatti il ruolo di "contro-imperatore", e le truppe prussiane e sassoni marciarono insieme sulla Boemia per costringere l'imperatore a recedere dai suoi intenti.
Con la firma del trattato di Teschen del 13 maggio 1779, preparato dalla Russia, l'Austria ricevette alla fine l'Innviertel, una minuscola regione a sud-est del fiume Inn che le era stata promessa, ma l'imperatore risultò alla fine perdente. Per la seconda volta dal 1648, un problema interno in Germania venne risolto con l'ingerenza di potenze esterne. Non era più l'imperatore a mostrarsi come il vero pacificatore dell'Impero, ma la Russia che, insieme al suo ruolo di garante della pace di Teschen, era stata garante anche dei trattati di Vestfalia ed era così diventata una delle protettrici della costituzione dell'Impero. L'Impero si stava smontando a pezzi, ed era ormai ovvio che il ruolo di Federico II come protettore dell'impero era poco credibile, dal momento che tutti sapevano che l'intenzione della Prussia era quella di indebolire la figura dell'imperatore e ristrutturarla sotto la propria direzione.

### Il crollo dell'impero

#### Le guerre di coalizione

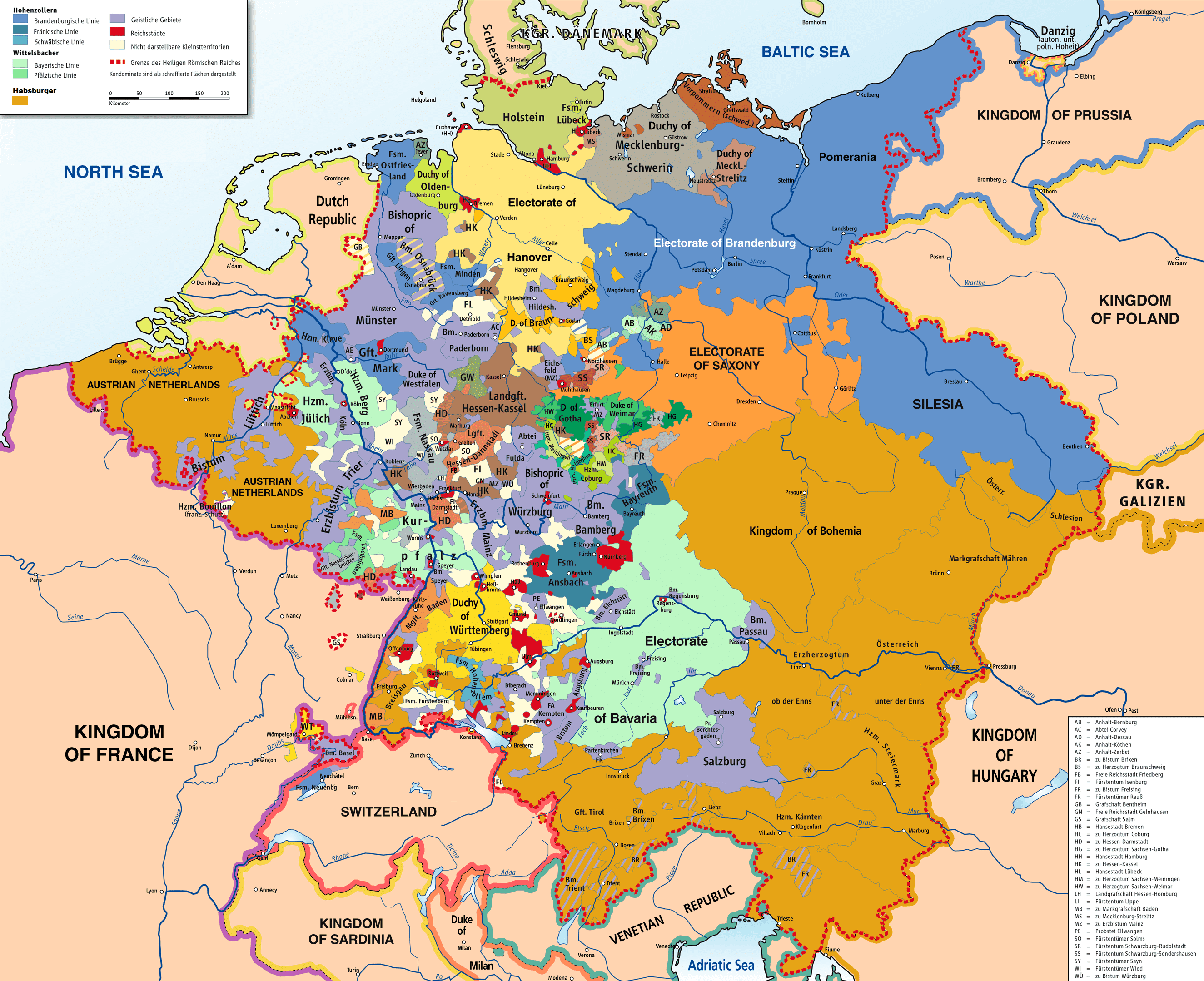
Il Sacro Romano Impero alla vigilia della rivoluzione francese (1789)

Di fronte allo scoppio della Rivoluzione Francese, le principali potenze dell'area tedesca (Austria e Prussia) si allearono insieme in quella che divenne la prima coalizione antifrancese; quest'alleanza non aveva però lo scopo di proteggere i diritti dell'Impero, ma piuttosto sperava di estenderne la sfera di influenza, assicurandosi ovviamente che l'alleato non ottenesse la vittoria da solo di modo da arrogarsi dei privilegi a conflitto terminato. Volendo assolutamente ampliare il territorio austriaco (se necessario anche a scapito degli altri membri dell'Impero) l'imperatore Francesco II venne eletto frettolosamente e all'unanimità il 5 luglio 1792 senza aver prima gettato delle basi d'alleanza, ma semplicemente rispettando la convenzione di mettere un Asburgo sul trono imperiale, convenzione che durava ormai da quasi quattrocento anni. La Prussia, che dal canto suo avrebbe potuto concorrere tranquillamente al trono imperiale, fece da subito presente che, per compensare gli enormi costi bellici atti a sostenere la lotta contro le truppe rivoluzionarie francesi, l'impero avrebbe dovuto comunque annettere definitivamente i principati ecclesiastici che in esso si trovavano, incamerandone i beni.
Delusa comunque dalla conduzione della guerra da parte dell'Austria e probabilmente alla ricerca di un modo per schiacciare l'alleata-avversaria (anche dopo lo smacco ricevuto dall'ennesima spartizione della Polonia che favorì perlopiù l'Austria), la Prussia firmò nel 1795 una pace separata con la Francia, la Pace di Basilea, seguita l'anno dopo da Baden e Württemberg. Gli accordi così sottoscritti prevedevano l'abbandono dei possedimenti posti sulla riva sinistra del fiume Reno che sarebbero passati alla Francia, risarcendo gli ex sovrani dei territori ceduti con compensazioni derivate dai principati ecclesiastici incamerati.
Privata di buona parte del proprio sostegno, nel 1797 l'Austria si trovò costretta a firmare il Trattato di Campoformio, cedendo alla Francia vari possedimenti di rilievo come i Paesi Bassi austriaci e il granducato di Toscana pur di ottenere la pacificazione, e ricevendone in cambio il mantenimento dell'integrità dei territori posti sulla riva destra del Reno. Con queste azioni, pur pensando all'integrità dei propri possedimenti dinastici, gli storici sono concordi che Francesco II commise due gravi errori che comprometteranno il futuro stesso dell'impero: in primo luogo la cessione alla Francia di alcuni possedimenti ex imperiali le garantì in seguito un diritto di intervento futuro (che si esplicherà anche nella Confederazione del Reno e nelle guerre napoleoniche); ciò che è ancora più importante è che Francesco II, come sovrano sovranazionale, avrebbe dovuto garantire l'integrità dell'Impero nella sua totalità, cosa che di fatti egli non fece per salvaguardare i possedimenti della corona austriaca.

#### Il crollo delle istituzioni

Situazione dell'Europa dopo il trattato di Lunéville.

Nel marzo del 1798, la necessità della secolarizzazione dei principati ecclesiastici dell'Impero era ormai divenuta una necessità non più rimandabile. Mentre ancora si discuteva su quale dovesse essere la formula migliore da attuare con la Francia rivoluzionaria, scoppiò la guerra della seconda coalizione antifrancese. Il Trattato di Lunéville, firmato nel 1801, pose fine di fatto alla guerra ma, seppur approvato dalla dieta imperiale, non definiva chiaramente il tema dei risarcimenti che erano stati invece conclusi "privatamente" da Prussia e Austria con paci separate e che pertanto, dal momento che esse erano ricadute sui territori imperiali, necessitavano di essere ratificate dalla dieta dell'Impero.
La risoluzione presa nel 1803 fu quella della secolarizzazione dei principati ecclesiastici, ma ciò ebbe delle implicazioni importanti anche nella gestione dell'impero, dal momento ad esempio che la maggioranza dei principi cattolici ora si trovava in minoranza rispetto a quelli protestanti, e inoltre due dei tre principati ecclesiastici erano anche elettori imperiali. In tutto scomparvero 110 territori di piccola e media grandezza e 3 160 000 persone cambiarono sovrano.
Questa nuova organizzazione territoriale dell'Impero ebbe un notevole impatto sul panorama politico della Germania ed europeo. Indubbiamente questo semplificò di molto la composizione statale dell'impero, ma non sempre fu equo: per esempio, il margravio del Baden ricevette nove volte più sudditi rispetto a quelli perduti durante la cessione dei territori sulla sponda sinistra del Reno e sette volte in più di territorio. Con il "rimpasto" dell'impero, la Francia comprese di poter esercitare ora anche una certa influenza sull'impero con la creazione di stati satelliti abbastanza grandi da creare difficoltà all'imperatore e da condizionarne le future elezioni ma nel contempo sufficientemente piccoli da non minacciare la posizione della Francia.
Gli stati ecclesiastici nell'impero cessarono ufficialmente di esistere, non solo per necessità delle potenze sconfitte, ma anche per le posizioni sostanzialmente anticlericali della Francia. Lo spirito dell'Aufklärung e l'assolutismo che aveva regnato nell'impero fino a tutto il XVIII secolo furono tra i fattori che contribuirono a rendere obsoleta l'istituzione ecclesiastica all'interno dell'impero ed a sviluppare le mire espansionistiche dei suoi principi.

#### Il ruolo di Napoleone

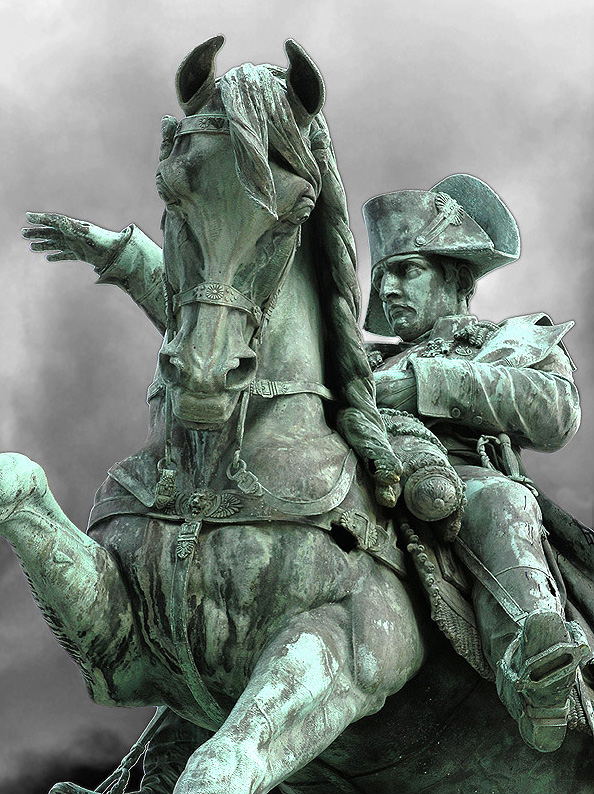
Napoleone I

Il 2 dicembre 1804 il Primo Console di Francia e presidente della repubblica italiana Napoleone Bonaparte fu incoronato imperatore dei Francesi. Subito Francesco II del Sacro Romano Impero provvide al riconoscimento di tale titolo e, in cambio, si vide riconosciuto quello di Imperatore d'Austria. L'incoronazione di Napoleone, che rafforzò il suo potere in Francia e all'estero, mostrò chiaramente all'Europa dell'epoca anche il suo desiderio di diventare l'erede di Carlo Magno e legittimare così la sua azione sul Sacro Romano Impero, facendo riferimento al periodo di massima grandezza dell'impero, quello medievale. Per questo motivo nel settembre del 1804 visitò la cattedrale di Aix-la-Chapelle e la tomba di Carlo Magno. L'azione di Francesco II ebbe però delle implicazioni anche relative al suo rapporto col resto dell'impero, dal momento che egli aveva dato il proprio consenso al riconoscimento senza aver sentito il parere né della dieta imperiale né degli altri stati che componevano il Sacro Romano Impero.

Medaglia col sigillo della Confederazione del Reno.

La primavera dell'anno successivo, a Milano, in conformità con il nuovo assetto monarchico francese, Napoleone Bonaparte si fece incoronare re d'Italia: questo provocò attriti con il Sacro Romano Impero, che almeno formalmente comprendeva pure il Regno d'Italia, e la situazione si risolse con la guerra. Nel primo anniversario dell'incoronazione imperiale la terza coalizione venne sconfitta presso Austerlitz. La Pace di Presburgo dello stesso dicembre ridimensionò l'impero austriaco, e mise sotto influenza francese buona parte del Sacro Romano Impero: Napoleone impose infatti che la Baviera, il Württemberg ed il Baden (che si erano schierati con lui), fossero elevati al rango di regno (trovandosi così alla pari di Prussia e Austria) e che venisse costituita la Confederazione del Reno, una confederazione di stati che sostanzialmente si erano dichiarati favorevoli alla Francia. Ancora una volta ne venne intaccata la struttura dell'Impero poiché, acquisendo la loro piena sovranità, questi regni se ne sentirono sempre più distaccati. Napoleone sottolineava questo fatto al suo ministro degli esteri Talleyrand: "Quando avrò sistemato la parte della Germania che mi interessa, non ci sarà più nessuna dieta a Ratisbona, poiché Ratisbona sarà della Baviera; non ci sarà quindi più nemmeno un impero germanico, e lì allora ci fermeremo". A peggiorare le cose, l'elettore di Magonza e cancelliere imperiale Karl Theodor von Dalberg (che era favorevole al Bonaparte) creò suo coadiutore il gran cappellano dell'Impero francese, il cardinale Joseph Fesch, zio di Napoleone; in caso di morte o dimissioni di Dalberg, lo zio dell'imperatore francese sarebbe quindi diventato cancelliere dell'Impero.

#### L'abdicazione di Francesco II

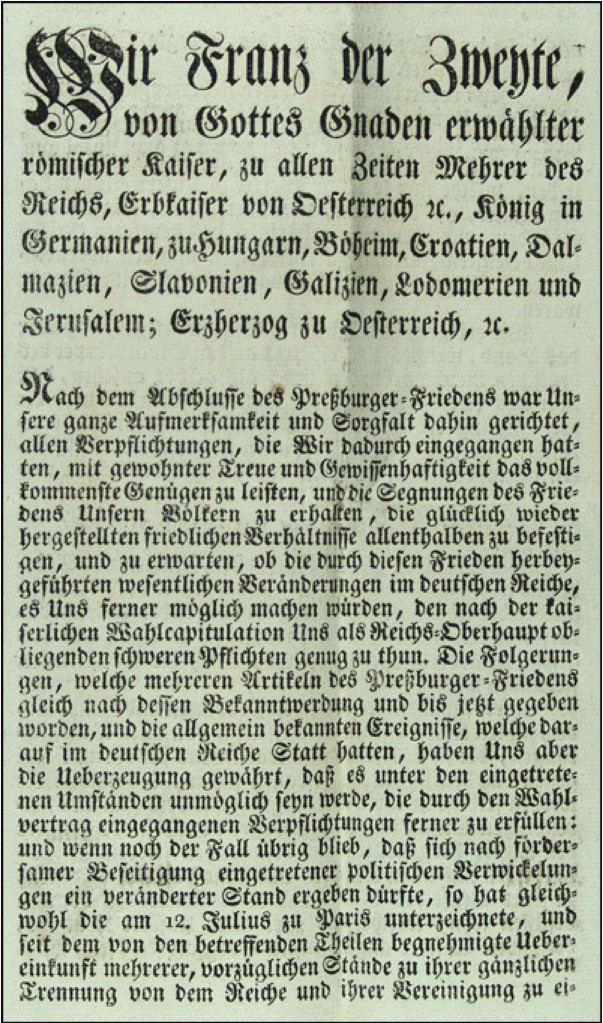
Copia dell'abdicazione di Francesco II dal titolo di Sacro Romano Imperatore

Di fronte a tutti questi fatti insieme, il ministro degli esteri austriaco Johann Philipp von Stadion propose due soluzioni possibili: la scomparsa dell'impero o la sua revisione sotto il dominio francese. Francesco II comprese che, se non avesse rinunciato alla corona imperiale, sarebbe stata comunque la guerra, e la Francia avrebbe comunque dissolto l'impero e in più ne avrebbe fatto uno stato federale sottoposto alla totale influenza napoleonica. Accettando il fatto compiuto e di fronte alla minaccia di un'ulteriore possibile invasione francese, Francesco II si trovò costretto a sciogliere l'impero nel 1806, rinunciando per sempre al titolo di Imperatore dei Romani, di fatto un titolo onorifico tramandato internamente alla casa degli Asburgo d'Austria, accontentandosi del più modesto titolo di Imperatore d'Austria ottenuto nel 1804 con il nome di Francesco I.
Nel suo atto di abdicazione, l'imperatore indicò di non essere più in grado di adempiere ai suoi doveri come capo dell'Impero e dichiarò: "Con la presente dichiariamo quindi che consideriamo sciolti i vincoli che, fino ad ora, ci hanno tenuti insieme al corpo dell'Impero germanico, che consideriamo estinto dalla formazione della Confederazione del Reno e con esso l'ufficio e la dignità di sovrano dell'impero; e per questo ci consideriamo liberi da tutti i nostri doveri verso questo impero". Oltre a deporre la corona, Francesco II provvide personalmente a dissolvere completamente il Sacro Impero senza il consenso della Dieta dell'Impero, proclamando: "Liberiamo nello stesso tempo gli elettori, principi, stati, e tutti i membri dell'Impero, come pure i membri dei tribunali supremi e gli altri ufficiali dell'Impero, da tutti i doveri per i quali erano legati a Noi, come capo giuridico dell'Impero e dalla costituzione". Così facendo egli sciolse dal loro legame con l'impero anche tutti i territori imperiali sotto il proprio diretto controllo, sottomettendoli di fatti al neonato impero austriaco. Anche se lo scioglimento dell'Impero non ebbe alcun carattere legale, non vi era ormai più la volontà o la possibilità di preservarlo.
Tuttavia, la dichiarazione dell'imperatore ha suscitato ancora in tempi più recenti perplessità sulla legittimità giuridica della sua azione. Secondo la costituzione imperiale, che di fatto era andata formandosi dopo la Pace di Vestfalia, l'impero era una struttura confederale costituita da molteplici stati sovrani, ove l'imperatore, formalmente elettivo, assumeva il ruolo di una sorta di presidente. Per tale considerazione quindi, egli poteva sciogliere i principi tedeschi dal legame di vassallaggio giuridico con la persona dell'imperatore, ma non aveva le prerogative costituzionali per sciogliere legalmente la struttura imperiale senza il voto favorevole degli stati membri.
A differenza di quanto si possa pensare, non vi fu grande interesse per la scomparsa del Sacro Romano Impero, il che dimostra come esso fosse un'istituzione ormai agonizzante e come le sue istituzioni fossero ormai antiquate e non più funzionali. Il giorno dopo l'abdicazione, Goethe scriveva nel suo diario che una discussione tra il suo cocchiere ed il suo cameriere gli suscitava più passione della notizia della scomparsa dell'Impero.
Dal canto suo, la Santa Sede rifiutò di considerare valida l'abdicazione di Francesco II perché avvenuta senza consenso papale. Ma dopo la morte di Francesco, avvenuta nel 1834, fu sollevata la questione di come si dovessero mutare le orazioni per l'imperatore Romano contenute nel Messale per il Venerdì e Sabato santo. Due decreti della Sacra Congregazione dei Riti (n. 2800 del 31 agosto 1839 e n. 3103 del 27 settembre 1860) ordinarono di lasciare intatte le preghiere, ma di aggiungere una rubrica che dichiarasse che erano ormai da omettere del tutto.

#### Il congresso di Vienna e la proposta di ritorno all'impero

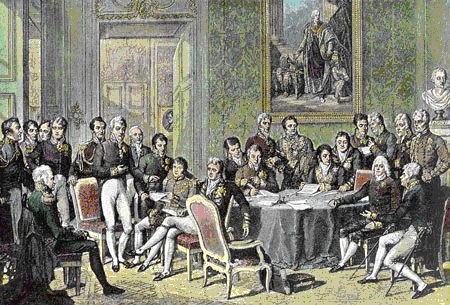
Il congresso di Vienna

Dopo il Congresso di Vienna del 1815, gli stati tedeschi si unirono all'interno della Confederazione Germanica. In precedenza, nel novembre del 1814, un gruppo di ventinove governanti di piccoli e medi stati propose all'assemblea di costituire nuovamente uno stato federale in Germania e di reintrodurvi la dignità imperiale. Ciò non era visto come un'espressione di patriottismo tedesco, ma piuttosto come il timore che i nuovi re tedeschi nati con Napoleone (Wurttemberg, Baviera e Sassonia) potessero prendere il predominio in Germania.
Si discusse anche sull'opportunità che la carica di elettore dovesse essere elettiva, ma ovviamente questo avrebbe comportato come in antichità la possibilità di eleggere il sovrano tra tutti i principi che componevano l'impero e ora la rielezione degli Asburgo non era poi così scontata. Fu ad ogni modo Francesco II a rifiutare ufficialmente la dignità imperiale sulla Germania per sé e per i propri discendenti, respingendola non solo perché la sua posizione nel nuovo stato sarebbe stata ancora più debole che in passato, ma anche perché se vi fossero state delle elezioni il titolo imperiale avrebbe potuto passare alla Prussia o a qualsiasi altro dei sovrani imperiali. Il Congresso di Vienna venne quindi sciolto senza aver rinnovato l'Impero. La Confederazione Germanica, istituita l'8 giugno 1815, ebbe invero la presidenza onoraria dell'Austria che per tanti anni aveva avuto la corona del Sacro Romano Impero, e questa la resse sino al 1866.

## Istituzioni

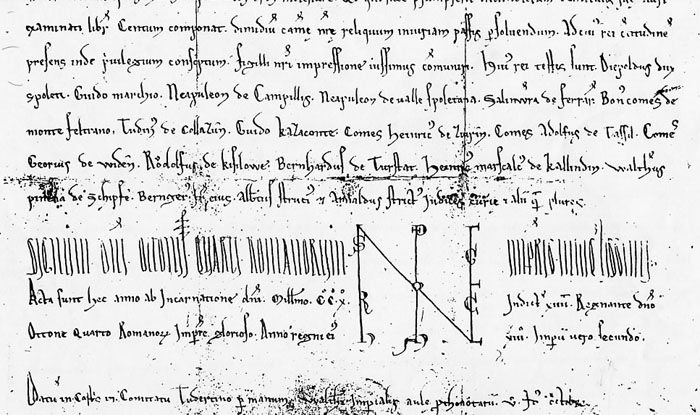
Parte finale di un documento pubblico emesso da Ottone IV nel 1210

Fin dall'Alto Medioevo, l'Impero fu caratterizzato dalla lotta ingaggiata dall'imperatore per tenere i duchi locali lontani dal potere. Al contrario dei monarchi dei territori Franchi dell'Ovest, che più tardi divennero la Francia, l'Impero non riuscì mai a prendere molto controllo sulle terre che formalmente possedeva.
Invece, fin dal principio, l'Impero fu costretto ad accordare sempre più poteri ai Duchi locali nei rispettivi territori. Questo processo, iniziatosi nel XII secolo, si concluse più o meno con la Pace di Vestfalia del 1648. Molti tentativi di restaurare l'originale grandezza imperiale fallirono.
Formalmente l'Impero fu compresso fra la necessità del Re di Germania di essere incoronato dal Papa (fino al 1508) da un lato e la Maestà imperiale (Reichsstände) dall'altro lato.
Re di Germania. L'incoronazione come imperatore di Carlo Magno per mano del Papa nell'800 costituì l'esempio che i Re successivi avrebbero seguito: questo gesto fu la conseguenza della difesa del Papa da parte di Carlo contro la ribellione degli abitanti di Roma. Da questo episodio ebbe origine il concetto che l'Impero fosse il difensore della Chiesa.
Diventare Imperatore implicava essere già re tedesco. I re tedeschi erano eletti da tempi immemorabili: nel IX secolo dai capi delle cinque maggiori tribù (Franchi, Sassoni, Bavari, Svevi, Turingi); più tardi dai principali duchi ecclesiastici e laici; infine solo dai cosiddetti principi elettori (Kurfürsten). Questa assemblea fu formalmente istituita da un decreto noto come Bolla d'oro, emesso nel 1356 dalla Dieta di Norimberga, presieduta dall'Imperatore Carlo IV. Inizialmente gli elettori erano sette, poi questo numero variò sensibilmente nel corso dei secoli.
Fino al 1508, il neoeletto Re, si recava a Roma per essere incoronato Imperatore dal Papa. In molti casi questo richiese diversi anni se il Re era occupato in altre questioni, come la conduzione di guerre.
Mai l'imperatore poté governare autonomamente sull'Impero. Il suo potere era efficacemente contenuto dall'argine rappresentato dall'organo legislativo dell'Impero: la Dieta. Questa fu una complicata assemblea che si riuniva a intervalli irregolari in vari luoghi e su richiesta dell'Imperatore. Solo dopo il 1663 la Dieta divenne un'assemblea permanente.
Maestà Imperiale. Una entità era considerata di rango imperiale se, in accordo con le abitudini feudali, non c'era altra autorità su di essa che quella dell'Imperatore stesso. Solo queste sedevano nella Dieta (Reichstag) ed erano, con grandi variazioni attraverso i secoli:
- territori governati da un Principe o un Duca, in qualche caso (come successivamente la Prussia) anche da un re;
- territori ecclesiastici governati da un Vescovo o Vescovo-Conte;
- cavalieri imperiali;
- città libere dell'Impero.

Il numero di territori fu sorprendentemente grande, raggiungendo alcune centinaia al tempo della Pace di Vestfalia. Molti di questi comprendevano non più di poche miglia quadrate. L'Impero, pertanto, è ben descritto da molti come un mosaico.
Corti Imperiali. L'Impero ebbe anche due Corti: il Reichshofrat in Vienna e la Corte della Camera Imperiale (Reichskammergericht) istituita con la riforma dell'Impero del 1495.

### La costituzione ed il sistema legislativo

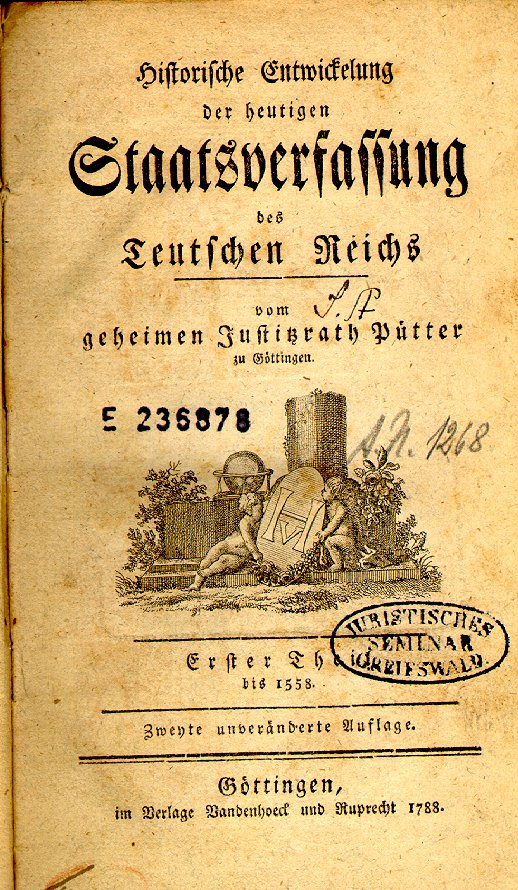
Historische Entwickelung der heutigen Staatsverfassung des Teutschen Reichs (Gottinga, 1788).

Il concetto di costituzione del Sacro Impero non è da intendersi nel senso giuridico attuale ovvero come un documento giuridico globale, bensì essa era costituita da una serie di tradizioni ed esercizi di norme giuridiche che vennero fissate per iscritto solo alla fine del Medioevo ed in età moderna. La costituzione dell'impero, come venne definita dai giuristi a partire dal XVIII secolo, era piuttosto un conglomerato di basi giuridiche scritte e non scritte create nel corso del tempo dagli stati che componevano l'impero o da chi lo governava. A differenza del diritto romano, dunque, quella del Sacro Romano Impero era una legislazione fatta di diritti sanciti e di consuetudini (Reichsherkommen, "osservanza") che pure hanno finito per condizionare e modificare la vita e la legislazione nell'impero: un esempio è rappresentato dalla Bolla d'Oro le cui disposizioni vennero modificate portando l'incoronazione dei re dei Romani dal 1562 a Francoforte sul Meno e non più ad Aquisgrana come era stato concordato in origine. Del resto si verificava sovente il fatto paradossale che se una consuetudine poteva diventare legge, la mancata applicazione di una norma potesse bastare per farla abolire.
L'organizzazione federale, che comprendeva dunque un numero elevatissimo di regolamenti intricati, venne criticata già da diversi scrittori antichi come Samuel von Pufendorf che nel 1667 scrisse sotto lo pseudonimo di Severinus von Monzambano la sua opera De statu imperii Germanici per sostenere i principi protestanti e in cui descrive l'impero come "monstro similitudine".
Tuttavia, l'impero continuò ad esistere per quasi un millennio con una struttura piramidale, gerarchica e monarchica, con l'imperatore e gli stati che lo componevano. Secondo i giuristi antichi, l'impero si reggeva su due "maestà": da un lato la majestas realis esercitata dagli stati imperiali e dall'altro la majestas personalis esercitata dall'imperatore (in tedesco veniva utilizzata l'espressione Kaiser und Kaisertum); secondo tale teoria giuridica l'imperatore sarebbe dunque stato da considerarsi un sovrano costituzionalmente soggetto alla sovranità degli stati che componevano l'impero.
Cento anni dopo Pufendorf, Karl Theodor von Dalberg, arcivescovo di Magonza, così difendeva l'organizzazione dell'impero: "Una costruzione medievale ma durevole che, pur non essendo costruita a regola d'arte, in essa viviamo in modo sicuro".

### La Dieta imperiale (Reichstag)

Schema delle istituzioni e dei ruoli del Sacro Romano Impero

Nell'ultimo decennio di vita dell'impero, questo era costituito dagli stessi organi istituzionali che ne avevano sempre regolato le varie attività:
- la Dieta imperiale (Reichstag): rappresentava il potere legislativo; costituita dai rappresentanti dei principi aventi diritto di seggio e di voto che componevano gli "Stati imperiali" (Reichstaende o Reichsstände in tedesco) distribuiti nei dieci circoli o Province del Sacro Romano Impero. Dal 1667 lavorava permanentemente nella sede imperiale di Ratisbona. Gli stati erano suddivisi nei tre corpi elettorali:
  - Collegio dei grandi elettori (Kur-Fürsten Kollegium) composto da tre elettori ecclesiastici (gli arcivescovi di Magonza, Treviri e Colonia, e da sei elettori secolari (margravio del Brandeburgo, duca di Sassonia, duca e conte del Palatinato del Reno, duca del Brunswick-Lüneburg-Hannover ammesso dal 1708, re di Boemia (imperatore) ammesso al voto dal 1708 al 1780;
  - Consiglio dei principi (Fürstenrat), suddiviso in:
    - Collegio dei principi dell'impero (Reichsfuerstenrat), costituito da:
      - principi ecclesiastici o "Banco ecclesiastico" (Geistlichen Fürsten), ripartiti in principi con voti individuali (Virilstimmen), rappresentati da circa 26 arcivescovi (Salisburgo e Besançon, fino al 1792) e vescovi e in principi con voti collettivi (Kuriatstimmen), rappresentati dai Prevosti e dagli abati distinti in prelati (Prälaten) del Reno e della Svevia;
      - principi laici o "Banco secolare" (Weltliche Fürsten), avevano diritto di seggio e di voto individuale ereditario o personale (per i principi contribuenti), rappresentati da duchi, margravi, langravi, principi e principi-conti e distinti in "Antichi Principi" (aventi voto alla Dieta prima del 1580), "Nuovi Principi" e dalle "terre secolarizzate" (Verden e Brema, Magdeburgo, Ratzeburg, Halberstadt, Kamin, Querfurt, Gernrode);

    - Sub-collegio dei Conti e Signori dell'impero (Reichsgraefen und Reichsherrenkolleg), avevano 4 voti collettivi ed erano suddivisi in quattro distretti (Wetterau, Svevia, Franconia, Vestfalia) di cui facevano parte i principi-conti non ammessi nel corpo dei Principi, i conti dell'impero e i signori.
- Collegio delle libere Città dell'impero (Reichsfreistaettekolleg) composto da circa 51 città imperiali, avevano voto consultivo, espresso solo dopo la votazione degli altri due collegi della Dieta. Erano suddivise in "Banco svevo" di cui 24 cattoliche, su 28 aventi diritto di voto, e in "Banco renano" di cui 5 cattoliche, su 8 aventi diritto di voto;
- l'imperatore (Römer Kaiser): rappresentava l'impero, ma non aveva poteri sovrani su di esso, essendo una sorta di presidente dell'impero e organo esecutivo della volontà espressa dalla Dieta. Egli era vincolato, sin dal momento della sua elezione, a rispettare le "Capitolazioni", una sorta di carta costituzionale che ne limitavano il potere e l'ingerenza sugli altri organi istituzionali; tra i suoi poteri egli convocava, in caso di necessità, la Dieta (peraltro permanente), presiedeva il consiglio militare dell'impero (Reichsmilitaregiment) e comandava l'esercito imperiale in guerra (Reichsarmee), nominava i componenti del Supremo Tribunale imperiale (Reichskammergericht), avente sede a Wetzlar e il Consiglio aulico dell'impero (Reichshofrat). Nei lavori della Dieta era coadiuvato dall'elettore di Magonza che, come decano dei principi, tramite un proprio rappresentante, ne coordinava le attività assembleari.

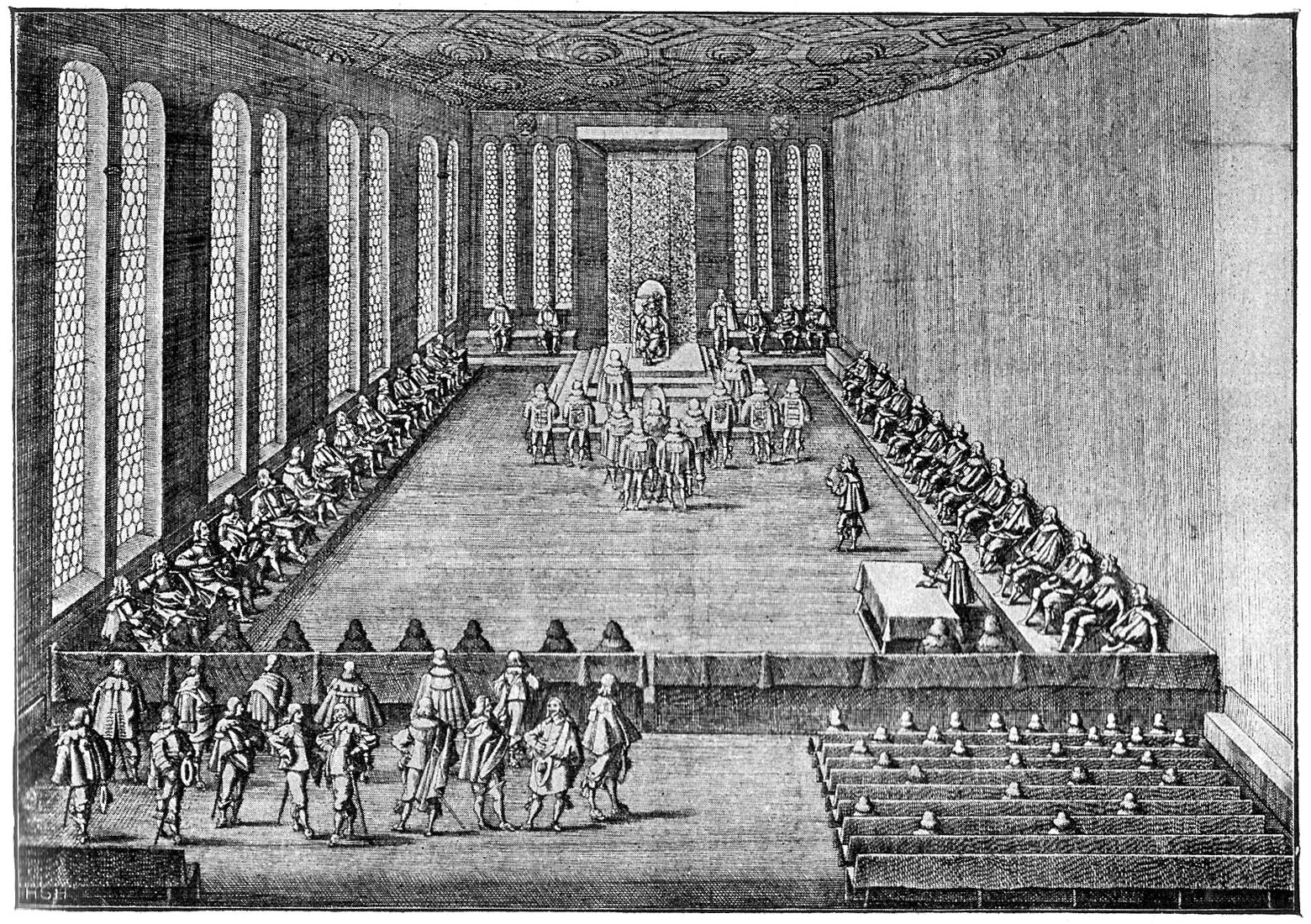
Veduta di una riunione della dieta di Ratisbona del 1640

Di fatto gli Stati che componevano l'impero non si esaurivano solo con quelli aventi diritto di voto alla Dieta. Vi era un numero imprecisato di entità sovrane, in varie forme, che coesistevano con gli "Stati imperiali" e non appartenevano a nessuno dei 10 Circoli o Province imperiali in cui erano distribuiti gli stati con diritto di voto al Reichstag. Contee familiari e feudi allodiali, signorie, villaggi imperiali, abbazie e immunità ecclesiastiche rappresentate da conti, baroni, cavalieri, borgomastri, abati e capitoli ecclesiastici rappresentavano una realtà imprescindibile di sovranità di fatto, anche se sottoposti alla formale e diretta "suzerainetè" dell'imperatore che ne era il protettore. In particolare, la nobiltà equestre (baroni e cavalieri dell'impero) dal XVI secolo si era organizzata in un proprio corpo autonomo che di fatto era ufficialmente riconosciuto dagli altri principi dell'impero. Questa nobiltà, rappresentata da circa 350 famiglie aventi circa 1.500 feudi, aveva costituito un proprio collegio suddiviso in un circolo del Reno, composto da 3 cantoni nobiliari che raggruppavano 98 territori, un circolo della Franconia con 702 territori rappresentati in 6 cantoni ed un circolo della Svevia con 668 territori in 6 cantoni.
La Dieta Imperiale fu ad ogni modo il risultato più importante e duraturo delle riforme imperiali emanate tra la fine del XV e l'inizio del XVI secolo, sviluppatasi all'epoca di Massimiliano I per poi divenire un supremo istituto costituzionale e giuridico senza però avere una base istituzionale. Nella lotta tra l'imperatore ed i principi dell'Impero (ovvero tra l'accentramento del potere da un lato ed il federalismo dall'altro), la Dieta si dimostrò sempre l'unico garante dell'Impero e della sua unità.

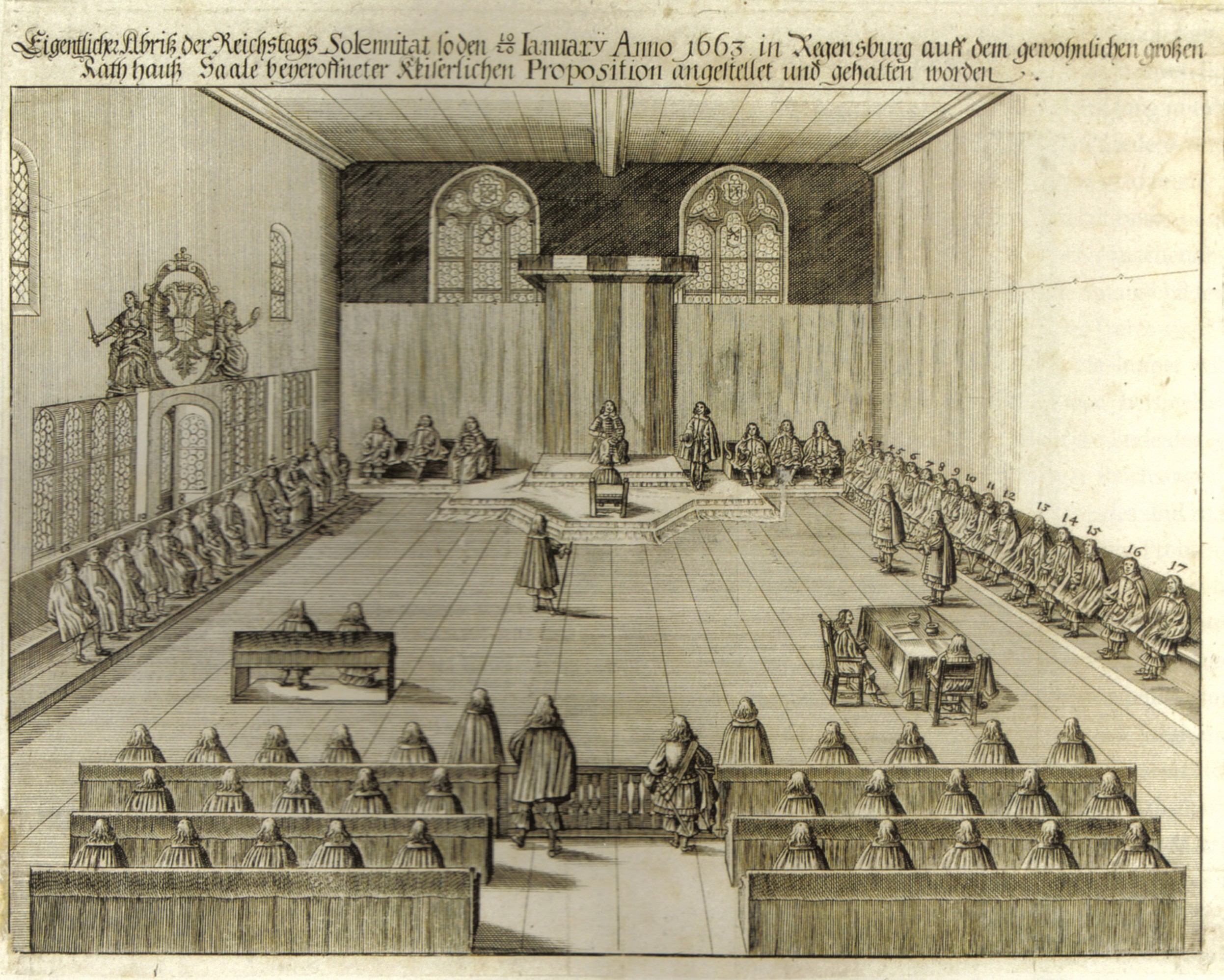
Veduta di una riunione della dieta di Ratisbona del 1663

Sino al 1653-1654 la Dieta si riunì in varie città dell'Impero e poi dal 1663 si riunì in perpetuo a Ratisbona. La Dieta poteva essere convocata solo dall'imperatore che, però, venne obbligato dal 1519 ad ottenere l'approvazione dei principi elettori prima di inviare le varie convocazioni. L'imperatore aveva anche il diritto di fissare l'ordine del giorno senza, tuttavia, esercitare molta influenza sugli argomenti da trattare. La Dieta era guidata dall'arcivescovo di Magonza che esercitava un ruolo politico importante, potendo durare da poche settimane a diversi mesi. Le decisioni della Dieta venivano registrate nel Reichsabschied (recesso imperiale). Ad ogni modo l'ultimo di essi, il Recessus imperii novissimus, risale ad ogni modo al 1653-1654.
La permanenza di una "Dieta Perpetua dell'Impero" in un solo luogo (Ratisbona) venne approvata ufficialmente nel 1663, ma le sue convocazioni delle riunioni continuarono ad essere occasionali e solo quando il caso lo richiedeva. Anche la partecipazione dell'imperatore alle deliberazioni della dieta era un fatto raro, dal momento che il più delle volte questi era rappresentato da un commissario in capo (prinzipalkommissar) che svolgeva le sue funzioni in sua assenza.
L'approvazione delle leggi imperiali, ad ogni modo, richiedevano l'approvazione dei tre gruppi di rappresentanza e la ratifica dell'imperatore. All'imperatore, che era l'ultimo stadio per l'approvazione di una legge, i corpi legislativi cercavano di presentare un documento che fosse il più unitario possibile, di modo da risolvere preventivamente tutti i vari contrasti interni. A tale scopo, dopo la riforma protestante ed a seguito della Guerra dei Trent'anni, si formarono il Corpus Evangelicorum ed il Corpus Catholicorum, due gruppi divisi in base alla propria fede religiosa, per discutere separatamente gli affari imperiali e poi metterli a confronto con la loro controparte. La pace di Vestfalia aveva infatti stabilito che le questioni religiose non dovessero più essere risolte secondo il principio della maggioranza, ma secondo quello del più largo consenso.
A seguito delle vittorie di Napoleone nel 1803 la Dieta imperiale adottò una deputazione imperiale definita tecnicamente Reichsdeputationshauptschluss che ridistribuì de facto i territori dell'Impero. Quasi tutti i principati ecclesiastici e la maggior parte delle libere città scomparvero. Dopo la caduta dell'Impero il 6 agosto 1806 e l'istituzione della Confederazione del Reno, la Dieta dell'Impero scomparve e lasciò il posto alla Dieta della Confederazione, che si riunì a Francoforte sul Meno.

### I circoli imperiali

Mappa dei circoli imperiali

I circoli imperiali (o provincie) nacquero in seguito alla riforma dell'Impero alla fine del XV secolo o più certamente all'inizio del XVI secolo con la promulgazione della Pace di Worms del 1495. I primi sei circoli imperiali furono istituiti nella Dieta di Augusta nel Cinquecento, in concomitanza con la creazione del Governo Imperiale (Reichsregiment). Con la creazione di ulteriori quattro circoli imperiali nel 1517, i territori ereditari degli Asburgo e degli elettorati vennero integrati nella costituzione dei circoli. I circoli sono: Austria, Borgogna, Elettorato del Reno, Bassa Sassonia, Alta Sassonia, Baviera, Alto Reno, Svevia, Franconia e Bassa Reno-Vestfalia. Fino alla caduta dell'Impero, l'Elettorato e il Regno di Boemia ed i territori ad esso collegati (Slesia, Lusazia e Moravia) rimasero al di fuori di questa divisione in circoli così come la Confederazione Elvetica, i cavalierati dell'Impero, i feudi situati in Italia ed alcune contee e signorie dell'Impero come quella di Jever.
Lo scopo principale dell'esistenza dei circoli era quella di mantenere e/o ripristinare la pace nazionale, assicurando la coesione geografica i vari stati, aiutandosi a vicenda in caso di difficoltà. La loro missione era anche quella di risolvere i conflitti scoppiati internamente, far rispettare le leggi promulgate nell'impero, se necessario imporre la riscossione delle tasse ma anche condurre una politica commerciale, monetaria o addirittura sanitaria. I circoli imperiali disponevano ciascuno di una dieta locale nella quale venivano discussi i vari affari economici, politici o militari dell'area, il che li rendeva quindi importanti attori politici, in particolare per quanto riguarda la camera di giustizia imperiale. Per lo storico francese Jean Schillinger, i circoli hanno probabilmente "svolto un ruolo importante nell'emergere di una coscienza regionale in territori come la Vestfalia, la Franconia o la Svevia".

### Il Tribunale della Camera imperiale

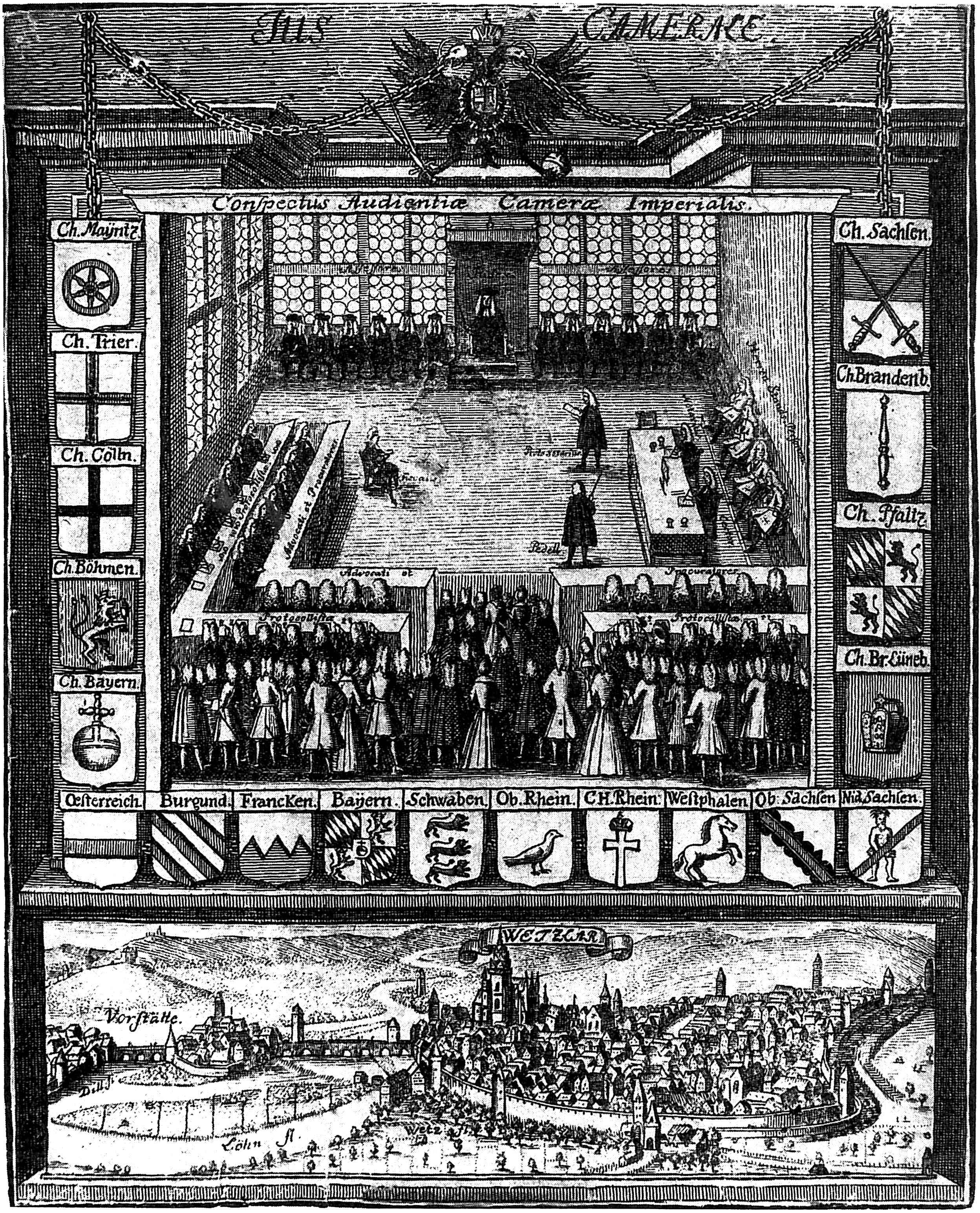
Un'udienza al Tribunale della Camera imperiale

Il 7 agosto 1495 venne ufficialmente istituito il Tribunale della Camera imperiale sotto il governo di Massimiliano I, con l'intento di auspicare la creazione di quella pax perpetua a cui l'imperatore tanto auspicava. L'istituzione, seppur non così formalizzata, esisteva però già di fatto dal regno di Sigismondo nel 1415. Tale istituzione operò sino al 1806. Insieme al Consiglio Aulico, la corte suprema dell'Impero aveva la missione di istituire procedure regolamentate per evitare guerre private o addirittura violenze. Era un'istituzione "professionale e burocratizzata". La Camera era composta da un giudice e da sedici assessori divisi equamente tra cavalieri dell'Impero e giuristi esperti in materia. La prima sessione si svolse storicamente il 31 ottobre 1495, dopo la quale il tribunale si riunì sempre a Francoforte sul Meno ma con diverse eccezioni (Worms, Augusta, Norimberga, Ratisbona, Spira ed Esslingen), venendo poi trasferito dal 1527 a Spira. Quando Spira venne distrutta dalla guerra della Lega di Augusta, il tribunale imperiale venne trasferito a Wetzlar dove rimase dal 1689 al 1806.
Dalla Dieta di Costanza nel 1507, regolarmente i principi elettori inviarono al tribunale imperiale sei assessori, così come sei vennero inviati dai circoli imperiali. L'imperatore ne nominava due per i propri territori ereditari e gli ultimi due seggi venivano scelti tra i conti ed i signori, per un totale di sedici assessori previsti da costituzione. Gli assessori dimissionari venivano sostituiti su proposta dei circoli. Quando nel 1550 il numero degli assessori salì a 24, il ruolo dei circoli imperiali rimase intatto, ma ottennero il privilegio di inviare ciascuno due rappresentanti: un giurista esperto e un rappresentante dei cavalieri imperiali del circolo. Dopo la pace di Vestfalia, il numero degli assessori venne nuovamente elevato a cinquanta (26 cattolici e 24 protestanti) per avere una migliore rappresentanza di tutte le entità dell'impero, ma ancor più per garantire la recente divisione tra cattolici e protestanti.
Con la creazione del Tribunale della Camera imperiale, ad ogni modo, l'imperatore perse il suo ruolo di giudice supremo nell'impero, lasciando il campo aperto all'influenza degli stati imperiali, i quali erano peraltro responsabili dell'esecuzione delle decisioni giudiziarie. Non a caso dall'inizio del XV secolo iniziarono ad essere prese delle decisioni che favorivano gli stati imperiali sull'imperatore e questo si rifletteva anche nella scelta della sede: una città imperiale situata lontano dalla residenza dell'imperatore. In quanto avente funzioni di corte d'appello, il Tribunale della Camera imperiale consentiva teoricamente a tutti i sudditi dell'impero di citare in giudizio i loro signori.
Affinché il Tribunale della Camera potesse funzionare, gli Stati provinciali approvarono una tassa imperiale permanente (il Kammerzieler) per il suo sostentamento.

### Il Consiglio aulico
Insieme al tribunale della Camera di Giustizia imperiale, il Consiglio Aulico di sede a Vienna era l'organo giudiziario supremo dell'impero. I suoi membri, nominati direttamente dall'imperatore, formavano un gruppo incaricato di consigliarlo. Il Consiglio Aulico era composto da un numero variabile da un minimo di dodici a un massimo di diciotto membri originariamente, portati poi a ventiquattro nel 1657 e poi trenta nel 1711. Alcuni territori rientrano nella giurisdizione comune di entrambe le istanze, ma alcuni casi potevano essere trattati solo dal Consiglio aulico, come le questioni di feudi, inclusa l'Italia imperiale, e nel caso della lesione o nella messa in discussione di diritti riservati esclusivamente all'imperatore.
Poiché il Consiglio Aulico non si atteneva alla burocrazia legale come per il tribunale della Camera imperiale, i procedimenti portati dinanzi al Consiglio Aulico erano generalmente di rapida soluzione. Inoltre, esso aveva la capacità di sollecitare la creazione di commissioni costituite da rappresentanti di stati imperiali neutrali per indagare sul posto sugli eventi per i quali il consiglio aulico era stato chiamato a decidere. Per garantire un'assoluta neutralità nelle decisioni dell'organo, ad esempio, nel caso di uno stato cattolico, la commissione indagatrice doveva essere composta da protestanti e viceversa.

### L'imperatore

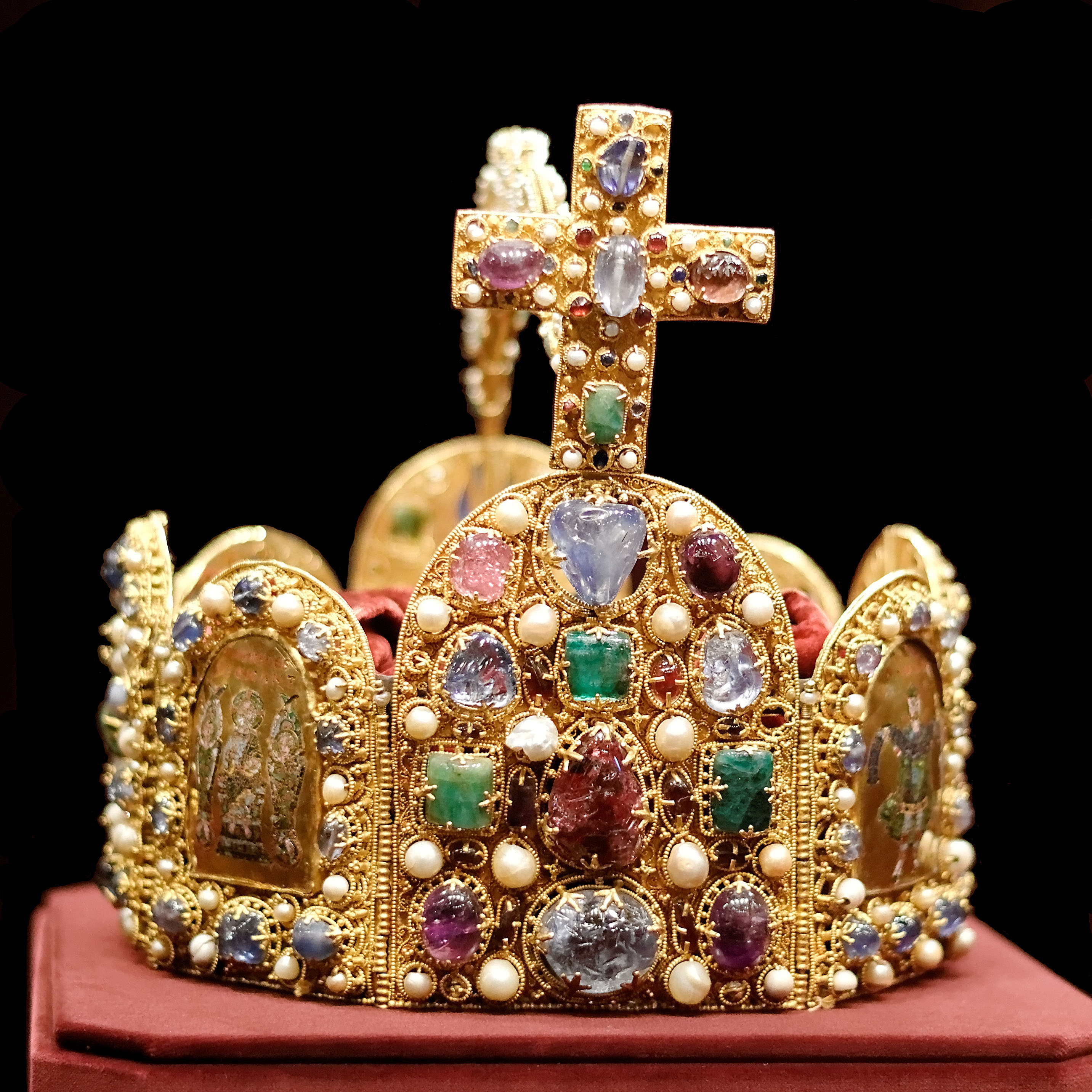
La corona imperiale custodita oggi a Vienna.

I regnanti imperiali del medioevo, in generale, si consideravano tutti connessi in qualche maniera al concetto di Renovatio imperii, concependo gli imperatori carolingi come i diretti successori dei Cesari. Questo fatto contribuì alla diffusione dell'idea della Translatio imperii ovvero che l'Imperium degli imperatori romani fosse passato direttamente dagli antichi romani ai tedeschi. Malgrado la posizione di Roma fosse evocativa nel voler porre al centro di tutto l'eredità col passato, dal medioevo ciò che premette ancor più agli imperatori fu la specifica di essere stati "prescelti da Dio" oltre che eletti dal popolo.
In origine, almeno in teoria, infatti, l'elezione del re doveva essere decisa da tutto il popolo libero dell'Impero, poi per ragioni di praticità il sovrano venne prescelto dai principi dell'Impero e poi solo dai più importanti principi dell'Impero, coinvolgendo quindi sullo stesso piano in genere quelli che avrebbero potuto rivaleggiare col sovrano o renderne impossibile il governo. Il coinvolgere questi grandi elettori, ad ogni modo, creò spesso anche una notevole confusione: doppie elezioni, disaccordi sui candidati e guerre interne furono all'ordine del giorno sino all'emanazione della Bolla d'Oro quando venne stabilito il principio di maggioranza per definire gli elettori del re.

#### Il ruolo costituzionale dell'imperatore
L'imperatore era il capo dell'Impero, il suo giudice supremo e si qualificava come defensor fidei (difensore della fede cristiana, almeno nei territori imperiali). L'elezione di un re dei Romani mentre un imperatore è ancora in vita, spesso era solo una chiarificazione di chi sarebbe stato l'erede al trono e futuro imperatore. Finché l'imperatore era in vita, l'eventuale re dei Romani non poteva infatti vantare alcun diritto proprio sull'Impero derivate dal suo titolo. Un caso particolare in questo senso è rappresentato da Carlo V che concesse al fratello Ferdinando I il titolo di re dei Romani, concedendogli nel contempo ampi poteri ma solo per il fatto che il suo impero era molto vasto da gestire ed egli preferiva occuparsi direttamente non solo della sua carica imperiale ma anche e soprattutto dei molti domini legati alla corona spagnola di cui egli era erede.
Fin dall'inizio dell'epoca moderna il solo titolo di imperatore giunse ad implicare più potere di quello che quest'ultimo effettivamente possedeva e non era per nulla paragonabile né a quello dei Cesari romani né a quello degli imperatori nel medioevo. L'imperatore poteva infatti condurre una politica efficace solo collaborando con gli stati imperiali e in particolare con i principi elettori e questa divisione dei poteri ben si nota nelle prerogative che spettavano al sovrano in materia legislativa. Un imperatore godeva di due insiemi di poteri fondamentali:
- Gli iura caesarea reservata limitata (diritti limitati riservati all'imperatore) che comprendevano ad esempio la convocazione della dieta imperiale, la coniazione delle monete o l'istituzione di dazi doganali, materie che settavano all'imperatore ma che richiedevano poi la rettifica da parte dei principi imperiali.
- Gli iura caesarea reservata illimitata (diritti illimitati riservati all'imperatore) che comprendevano tutti quei diritti che l'imperatore poteva esercitare in tutto l'impero anche senza l'approvazione dei principi elettori, come ad esempio quello di nominare i propri consiglieri, di presentare una propria agenda alla dieta imperiale, di nobilitare, di concedere titoli accademici o di legittimare figli naturali.

Quelli che non spettavano all'imperatore erano gli iura comitalia (diritti comiziali), ovvero quelli relativi alle tasse o alle leggi valide su tutto l'impero, come pure le dichiarazioni di guerra o i trattati di pace che riguardavano l'impero nel suo complesso: tali prerogative spettavano unicamente alla dieta imperiale.
Con l'epoca moderna, i diritti illimitati dell'imperatore divennero sempre meno a favore invece di quelli che richiedevano l'approvazione della dieta del Sacro Romano Impero.

### L'arcivescovo di Magonza
L'arcivescovo di Magonza era il più importante tra i sette principi elettori tedeschi ai quali spettava il compito di eleggere il successore al trono del Sacro Romano Impero secondo quanto definito dalla Bolla d'Oro del 1356. L'elettore di Magonza occupa una posizione eminente all'interno del Sacro Romano Impero dal momento che era il presidente del collegio elettorale, cioè a lui spettava formalmente il compito di convocare gli altri sei grandi elettori per la scelta del nuovo imperatore a Francoforte sul Meno ed era anche il primo ad avere il privilegio di votare..
Egli, essendo anche un ecclesiastico oltre che un principe imperiale, era anche responsabile dell'incoronazione e della consacrazione del nuovo imperatore. Era di diritto arcicancelliere e, in termini di protocollo, il primo consigliere della dieta dell'Impero. Era sempre lui ad esercitare il controllo sugli archivi dell'assemblea imperiale ed a ricoprire una posizione speciale all'interno del Consiglio Aulico e della Camera Imperiale di Giustizia. In quanto principe dell'impero, aveva poi la direzione del circolo elettorale renano.

### Gli stati imperiali

L'aquila quaternione imperiale con sulle ali gli stemmi dei principali stati del Sacro Romano Impero

Il concetto di stato imperiale era utilizzato per definire quegli stati componenti il Sacro Romano Impero che avevano diritto di voto nella dieta imperiale, ovvero coloro che non erano sudditi feudali di nessun'altra potenza se non dell'impero e che nell'impero pagavano le tasse nella cassa imperiale. Tra gli stati imperiali di questo tipo tra i principali si ricordano ad esempio il Regno di Boemia, la Contea Palatina del Reno, il Ducato di Sassonia e la Marca di Brandeburgo. Tuttavia, tale definizione non era concepita in termini assoluti, infatti vi erano entità feudali che esercitavano di fatto una sovranità analoga agli stati imperiali ma che costituzionalmente non avevano diritto di partecipare alla Dieta.
Gli stati imperiali erano distinti tra loro innanzitutto in termini di rango tra principati temporali e principati spirituali. Questa differenziazione assumeva ancora maggiore importanza dal momento che i dignitari ecclesiastici del Sacro Romano Impero come arcivescovi e vescovi di sedi episcopali, potevano anche essere principi ma non necessariamente lo dovevano essere. Oltre alla diocesi in cui un porporato era vescovo e quindi capo della chiesa locale, nella maggior parte dei casi questi governavano anche un territorio come principi sovrani e inoltre questo non sempre coincideva coi confini della loro diocesi, ma solitamente era più ampio in estensione. Nei territori sui quali aveva la sovranità temporale, dunque, un dignitario ecclesiastico imperiale poteva promulgare proprie leggi, riscuotere tasse, concedere privilegi, esattamente come un signore temporale dell'impero, oltre ad esercitare tutte quelle funzioni ecclesiastiche proprie di un vescovo o di un arcivescovo. Del resto, però, ciò che legittimava un principe vescovo ad essere membro dell'amministrazione del Sacro Romano Impero e quindi a godere di un seggio alla dieta imperiale, non era tanto la sua dignità religiosa, quanto piuttosto il fatto che a lui comunque, come a qualsiasi altro signore temporale, fosse affidato il governo di una parte di territori imperiali.

#### I principi elettori

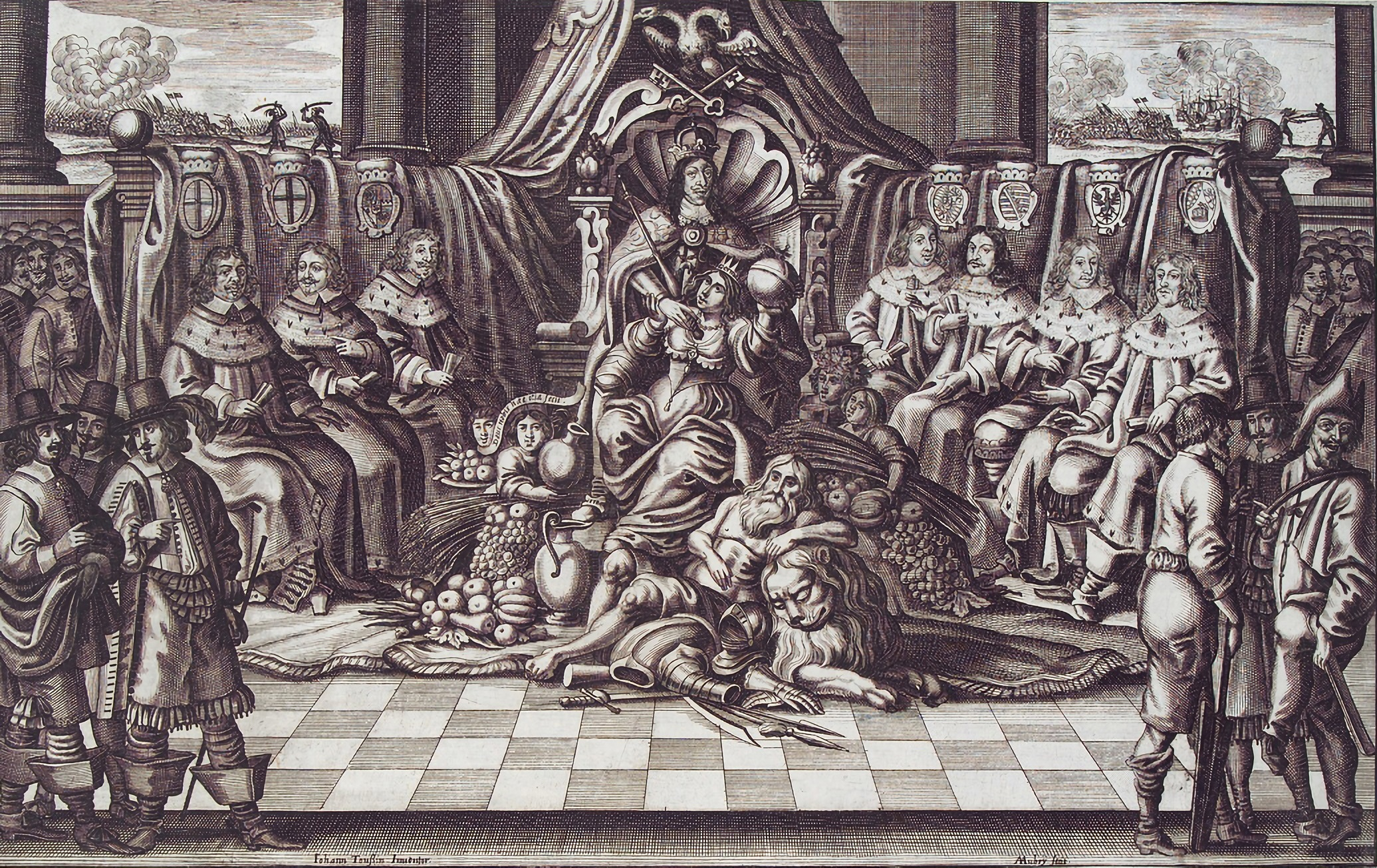
L'imperatore e i principi elettori nel 1663

I principi elettori erano un ristretto gruppo di principi del Sacro Romano Impero che avevano il diritto di eleggere l'imperatore, ed erano considerati i cardini attorno ai quali ruotava l'impero dal momento che il collegio dei principi-elettori rappresentava esso stesso l'impero e tutti i suoi stati, in contrapposizione all'unica autorità centrale rappresentata dalla figura dell'imperatore. I principi-elettori avevano dei compiti specifici definiti da funzioni che col tempo si fecero più onorifiche che pratiche ma che rimasero nella tradizione imperiale: quello di arcimaresciallo spettava alla Sassonia, quello di arci-ciambellano al Brandeburgo, quello di arci-coppiere alla Boemia, quello di arci-vessillifero all'Hannover, e quello di arci-tesoriere alla Baviera. I tre principati ecclesiastici erano quelli di Magonza, Colonia e Treviri, di cui il primo ricopriva come detto anche il ruolo di arci-cancelliere ed aveva quindi il controllo sulla dieta imperiale e sulle elezioni del sovrano.
Il collegio dei principi elettori venne formalizzato con la Bolla d'Oro del 1356 e si componeva in origine di sette rappresentanti, dei tre principi arcivescovi imperiali (i suddetti elettori ecclesiastici di Magonza, Colonia e Treviri) e di quattro elettori laici (re di Boemia, margravio di Brandeburgo, conte palatino del Reno e duca di Sassonia). Nel 1632 l'imperatore Ferdinando II concesse di trasferire al duca di Baviera la carica elettorale spettante al conte palatino. La pace di Vestfalia del 1648 richiese il reintegro del Palatinato tra i principati elettorali dell'impero e di conseguenza questo divenne l'ottavo elettore (il Palatinato e la Baviera furono nuovamente uniti come un unico elettorato dal 1777). Nel 1692 la nona carica elettorale venne concessa al ducato di Brunswick-Lüneburg, carica che però non venne confermata dalla dieta imperiale sino al 1708. Il re di Boemia svolse poi un ruolo particolare poiché, fin dalle crociate contro gli hussiti, partecipò solo all'elezione reale senza prendere parte alle altre attività degli elettori del collegio, una situazione che non fu modificata sino al 1708.
Grazie alle loro capacità elettive ed alla loro posizione privilegiata rispetto agli altri principi dell'Impero, i principi-elettori ebbero sempre un ruolo determinante nella politica dell'impero, in particolare sino alla fine della Guerra dei Trent'anni, ma dopo il 1630 il loro ruolo iniziò a fortificarsi sempre di più sino a quando, negli anni '80 del Seicento, la dieta non decise di riprendere saldamente le redini di governo, riducendo notevolmente l'influenza del collegio dei principi elettori, che rimase comunque il gruppo più importante all'interno dei principi dell'impero.

#### I principi dell'impero

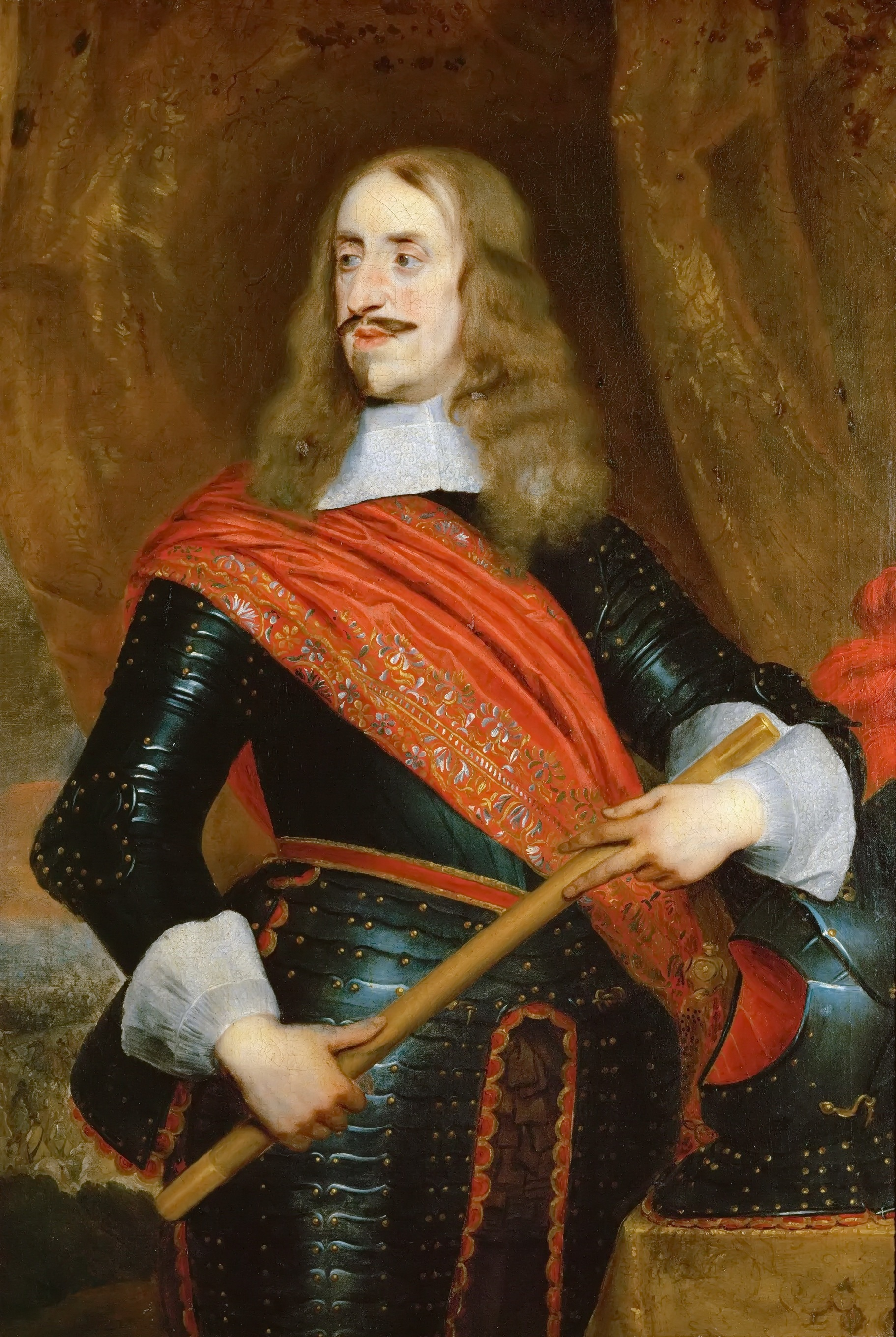
L'arciduca Leopoldo Guglielmo d'Asburgo, indipendentemente dalla sua appartenenza alla casata degli Asburgo, fu principe dell'impero dal momento che era anche arcivescovo di Magdeburgo

Formatosi in pieno medioevo, il gruppo dei principi dell'Impero riuniva tutti i principi che avevano ottenuto un feudo direttamente dall'imperatore, e non a caso erano detti "vassalli immediati". Alcune casate come quella d'Assia erano considerate le famiglie principesche per eccellenza nell'impero, ma molte altre vennero elevate a questo rango successivamente in virtù dei servizi loro resi all'impero, ad esempio gli Hohenzollern. Come nel caso dei principi-elettori, anche i principi dell'Impero erano divisi in due gruppi: quelli temporali e quelli ecclesiastici.
Secondo quanto stabilito dalla normativa del 1521, i quattro arcivescovi di Magdeburgo, Salisburgo, Besançon e Brema, nonché quarantasei vescovi di diocesi dell'impero, costituivano la compagine dei principi ecclesiastici. Al 1792, questo numero venne ridotto a trentatré compresi i due arcivescovi di Salisburgo e Besançon e ventidue vescovi. A differenza del numero dei principi ecclesiastici nell'Impero, che diminuì di un terzo fino alla caduta del Sacro Romano Impero, il numero dei principi temporali aumentò di più del doppio con un numero di soli ventiquattro al 1521.
Durante la Dieta di Augusta nel 1582, il numero dei principi dell'Impero non fu più legato alle dinastie che governavano un dato territorio, ma piuttosto al territorio stesso, il che voleva dire che se una dinastia si estingueva, ve n'era subito una nuova pronta a subentrarle nella reggenza del territorio.
I principi dell'Impero avevano diritto di voto alla dieta imperiale, ma non potevano eleggere l'imperatore. L'influenza di un dato principe imperiale all'interno della dieta variava proprio in base al numero di feudi imperiali su cui egli aveva o vantava la propria sovranità, fosse essa spirituale o temporale. Ad esempio un principe poteva regnare su più feudi imperiali sui quali insisteva diritto di voto e così facendo aveva diritto a più di un voto. Maggiore era dunque il numero di feudi su cui un principe imperiale regnava, e maggiore era la sua influenza nella dieta.

#### I prelati dell'impero
Accanto ai vescovi ed agli arcivescovi, vi era un corpo di principi ecclesiastici dell'impero che erano denominati "prelati imperiali". Essi erano reggenti di abbazie, priorati, monasteri (maschili e femminili) e capitoli ecclesiastici e formavano un corpo particolare all'interno dell'impero. Al 1521, tale corpo includeva 83 prelati dell'Impero. Il loro numero diminuì fino al 1792 a causa della secolarizzazione dei principati ecclesiastici, delle cessioni ad altri stati europei o delle nomine al grado di principi fino a raggiungere il numero di 40. La secessione della Confederazione Elvetica fu un altro fattore che contribuì alla diminuzione del numero dei prelati dell'Impero, dal momento che le abbazie imperiali di San Gallo, Sciaffusa ed Einsiedeln non furono più parte costituente dell'Impero.
I territori dei prelati dell'Impero erano il più delle volte molto piccoli, comprendo a volte solo pochi edifici e quindi riuscivano con difficoltà a mantenere la loro indipendenza rispetto ai territori limitrofi più potenti. La maggior parte delle prelature si trovava nella parte sud-ovest dell'Impero. La loro vicinanza geografica fece nascere una sorta di alleanza che si concretizzò nel 1575 con la fondazione del collegio dei prelati svevi (Schwäbisches Reichsprälatekollegium) che ne rafforzò il peso alla dieta imperiale., tutelandone nel contempo gli interessi. Tutti gli altri prelati dell'Impero si riunirono nel collegio dei prelati del Reno (Rheinisches Reichsprälatekollegium), ma a causa della loro maggiore separazione geografica furono fuori dall'influenza dei prelati svevi.

#### I conti dell'impero
Questo era il gruppo col maggior numero di membri tra gli stati imperiali e riuniva i nobili minori che non erano riusciti nel tempo a consolidare la loro posizione in un dato territorio. In origine essi erano solo rappresentanti del monarca centrale in determinati territori, quindi senza una sovranità diretta, ma dal 1521 vennero integrati a pieno titolo nella gerarchia dell'Impero tra i principi temporali e spirituali ed i cavalieri dell'impero, esercitando un vero e proprio potere temporale sui territori loro assegnati nonché un importante ruolo politico ed a corte.
Anche i conti imperiali, come i principi sopra di loro, cercavano di trasformare i loro piccoli feudi in stati territoriali veri e propri, talvolta riuscendovi come l'originaria contea di Württemberg che, con una vertiginosa scalata, venne elevata a ducato nel 1495.
Le contee erano molto più numerose rispetto ai principati (nel 1521 se ne contavano 143) ed il più delle volte contribuivano in modo significativo all'aspetto frammentario assunto dal territorio imperiale. L'elenco del 1792 ne mostra ancora un centinaio all'attivo, il che è da attribuire non al mantenimento in essere degli stati, bensì alla creazione di molti titolati come conti dell'impero nel corso dei secoli da parte degli imperatori, cosicché all'estinzione di una casata o alla perdita di un suo territorio a vantaggio di altri, ne venivano creati subito altri per rimpiazzarli.

#### Le libere città imperiali

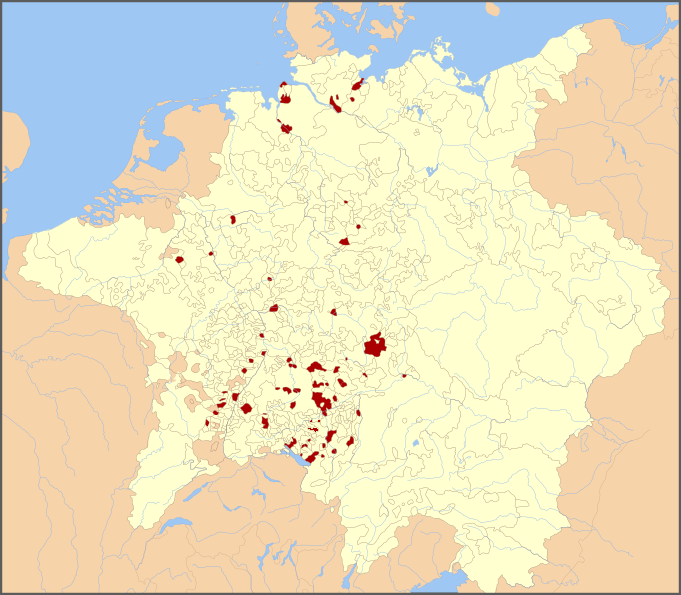
I territori delle libere città imperiali del Sacro Romano Impero nel 1648

Le libere città imperiali costituivano un'eccezione politica e giuridica all'interno del Sacro Romano Impero, nel senso che l'appartenenza di tali città-stato all'impero non era legata ad una persona, ad un principe, bensì ad una città nel suo insieme, rappresentata da un consiglio comunale. Le città dell'Impero si differenziavano dalle altre città per avere come sovrano solo l'imperatore e per questo erano indicate anche come "immediatezze imperiali". Legalmente, esse avevano pari diritti di tutti gli altri territori dell'impero, tuttavia non tutte le libere città imperiali godevano di un seggio alla dieta. Solo 86 città delle 270 città imperiali indicate nella matricola del 1521 avevano infatti diritto di voto nelle questioni imperiali. Ad esempio la città di Amburgo non ottenne tale privilegio sino al 1768 col trattato di Gottorp.
Le fondamenta giuridiche dell'esistenza delle libere città imperiali si possono ritrovare nelle fondamenta delle città degli imperatori nel Medioevo. Alcune di queste città, approfittando della lotta per le investiture medievale, riuscirono a liberarsi del potere dei loro sovrani ed a proclamarsi città libere col consenso dell'imperatore. Esse inoltre, a differenza di tutte le altre città dell'impero, si consideravano "libere" dal momento che non dovevano tasse né fornivano truppe all'imperatore.
Al 1792 erano solo 51 le città libere dell'impero, che si ridussero ulteriormente a sole sei all'epoca della dissoluzione del Sacro Romano Impero: Lubecca, Amburgo, Brema, Francoforte sul Meno, Augusta e Norimberga. Il ruolo e il peso politico di questi centri era diminuito nel corso dei secoli per il medesimo motivo delle contee e delle prelature ecclesiastiche minori, ovvero la voracità dei territori loro vicini. Alle riunioni della dieta imperiale, l'opinione delle libere città imperiali era il più delle volte nota solo per voce dei principi imperiali coi quali si accordavano preventivamente per essere rappresentate adeguatamente.

#### I cavalieri dell'impero

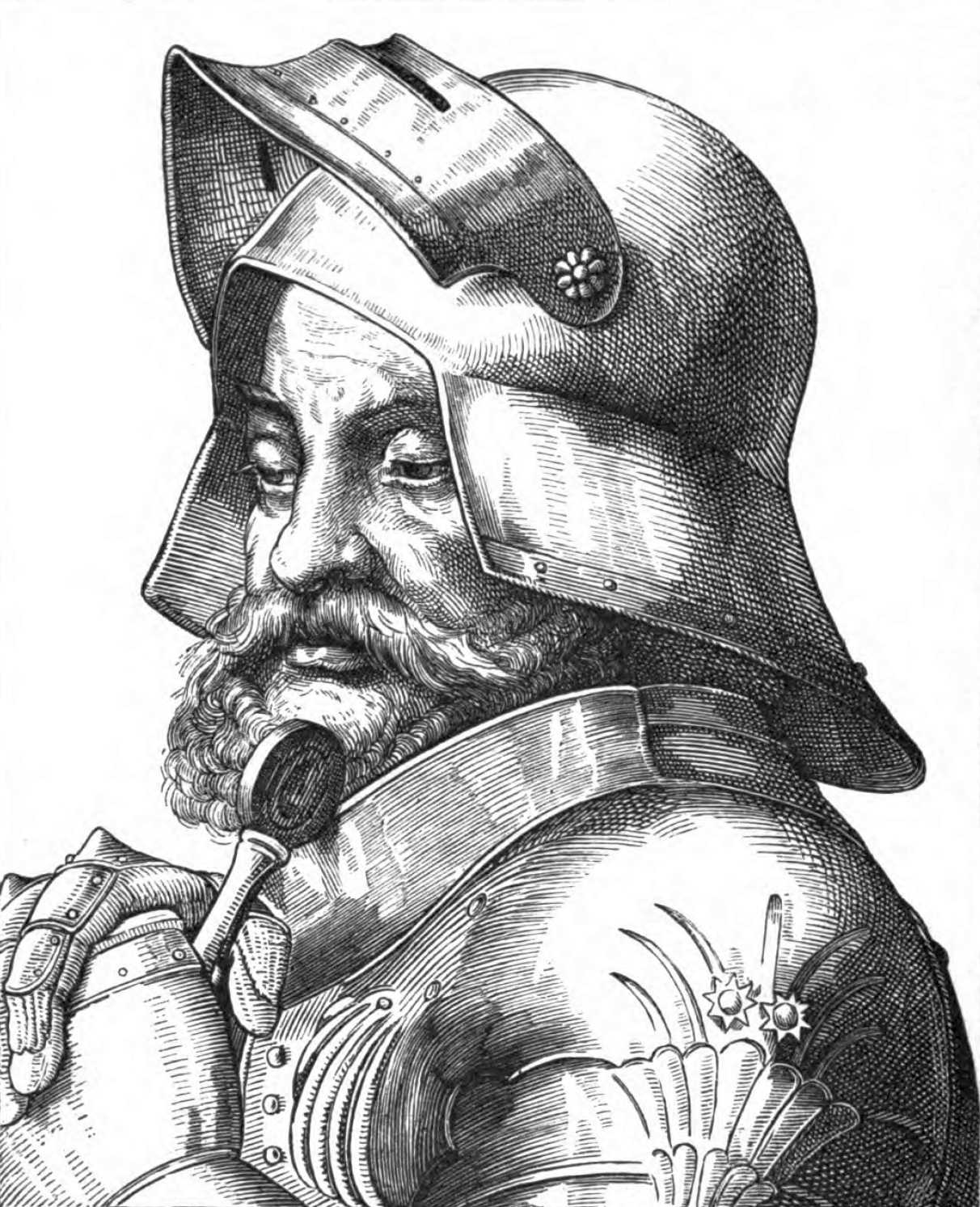
Il cavaliere imperiale Götz von Berlichingen.

I cavalieri dell'impero (Reichsritter), pur non essendo rappresentati nella dieta imperiale, erano membri della bassa nobiltà del Sacro Romano Impero con diritti sovrani nei loro feudi. Essi non erano riusciti ad ottenere il pieno riconoscimento come i conti del Sacro Romano Impero, ma giocarono comunque un ruolo nella politica imperiale. L'imperatore, ad esempio, richiedeva spesso i servizi dei cavalieri imperiali, come pure i principi territoriali.
Tra il 1521 ed il 1526, il gruppo dei cavalieri imperiali si ribellò all'imperatore in quanto anch'essi erano desiderosi di unirsi in rappresentanza nella dieta imperiale, ma questo non venne loro concesso. Dalla metà del XVI secolo i cavalieri si costituirono comunque in tre circoli (Ritterkreise): quelli di Svevia, Franconia e del Reno a loro volta ripartiti in cantoni equestri (Ritterorte). Dal 1577 ebbero luogo anche dei raduni generali dei cavalieri imperiali (Generalkorrespondenztage), ma la base fondamentale restarono i cantoni e i circoli per il loro legame sul territorio.

#### I villaggi dell'impero
I villaggi imperiali vennero riconosciuti come entità dalla pace di Vestfalia del 1648 insieme agli altri stati imperiali ed ai cavalieri. Essi erano considerati ciò che restava dei baliaggi disciolti nel XV secolo. Pur pochi per numero, i villaggi dell'impero erano costituiti da comuni piccoli o addirittura minuscoli che si erano assoggettati direttamente al governo dell'imperatore. Dei 120 villaggi imperiali originariamente esistenti, al 1803 ne erano rimasti solo 5 che vennero poi annessi dai grandi principati vicini..

#### Feudi fuori circolo
Vi erano infine una settantina di feudi che, pur fisicamente presenti nel territorio imperiale, facevano parte di nessuno dei suddetti circoli nei quali erano suddivisi i vari stati.
Questi feudi potevano avere come sovrani gli stessi governanti degli Stati imperiali, ma non godevano delle stesse prerogative, né degli obblighi previsti per gli altri.
Tra i maggiori e più noti si ricordano:
- il regno di Boemia, che sebbene divenuto elettorato nel corso del XVIII secolo e ne fossero titolari gli Asburgo non partecipava a nessun circolo
- il margraviato di Moravia degli Asburgo
- la signoria boema di Asch dei baroni von Zedwitz fino alla sua annessione nei territori boemi nel 1774
- l'abbazia principesca di Butscheid fino alla sua accettazione nel Collegio dei Prelati del Reno
- la regione agricola del Diethmarschen appartenente al ducato di Holstein dei re di Danimarca
- la signoria perpetua di Dinklage e Assen dei baroni von Galen-Vellingshausen
- la signoria di Fagnolles istituita nel 1764 per il principe de Ligne
- la contea di Glatz appartenente alla Slesia prussiana
- la terra di Hadeln degli elettori di Hannover
- la contea di Homburg in Assia dei conti poi principi di Sayn Wittgenstein di Berleburg
- la libera signoria di Kniphausen e Varel dei baroni di Aldenburg poi conti Bentinck
- la signoria frisona di Jevern dei margravi di Anhalt Zerbst
- i margraviati dell'alta e bassa Lusazia degli elettori di Sassonia
- la signoria fiamminga di Mechelen in condominio tra i baroni von Twickel (1720-1771), i conti di Manderscheidt e i conti von Nesselroden di Reichenstein
- la signoria svizzera di Maienfeld dei baroni Salis Soglio
- la contea di Montbeliard dei duchi del Wurttemberg
- la signoria alsaziana di Oberbronn dei principi von Hohenlohe Bartenstein e dei conti Sinclair
- la contea assiana di Pyrmont dei principi von Waldeck
- la signoria di Schaumburg in condominio dei langravi dell'Assia Kassel e i principi von Lippe

Ricapitolando quindi i feudi dell'impero potevano distinguersi in:
- feudi immediati cioè sovrani con diritto di seggio e di voto alla Dieta dell'impero ed appartenenti al collegi dei Grandi Elettori e dei Principi e ripartiti nei 10 circoli imperiali;
- feudi immediati con diritto di voto alla Dieta, ma non appartenenti ad alcun circolo imperiale, come nel caso del regno (elettorato) di Boemia;
- feudi immediati esclusi dalla Dieta e privi di seggio e di voto;
- feudi immediati appartenenti ai cantoni nobiliari equestri;
- feudi immediati intesi come uffici o funzioni per particolari servizi pubblici, come nel caso del servizio imperiale postale dato in concessione ai principi Thurn-Taxis;
- feudi immediati italiani, privi di voto alla Dieta e con legame puramente formale;
- feudi immediati alsaziani, privi di voto alla Dieta e sottoposti all'alta sovranità della Francia;
- feudi imperiali mediati o in accomandigia, cioè sottoposti ad un sovrano vassallo dell'imperatore;
- feudi imperiali mediati che nel corso del tempo posso acquistare l'immediatezza come nel caso delle contee poi principati di Reuss (1778)
- feudi imperiali ecclesiastici che godono di notevole autonomia sui propri territori, acquisendo talvolta il titolo di principi (immunità, abbazie, capitoli, monasteri, chiostri);
- feudi immediati dei conti Fugger che versano tributi agli elettori di Baviera fino al 1777 (Hofmark)

## Territorio e popolazione

Evoluzione del territorio dal 962 al 1806

Quando venne fondato il Sacro Romano Impero, il suo territorio era pari a 470000 km2. Secondo stime approssimative, gli abitanti erano una decina per km2 all'epoca di Carlo Magno. La parte occidentale che era appartenuta all'Impero Romano era più popolata della parte orientale. A metà dell'XI secolo, l'Impero giunse a comprendere dagli 800000 ai 900000 km2 di territorio con un numero compreso tra gli otto e i dieci milioni di abitanti. Durante tutto l'Alto Medioevo, la popolazione aumentò fino a raggiungere i 12-14 milioni alla fine del XIII secolo. Purtroppo, le ondate di peste e la fuga di molti ebrei in Polonia nel corso del XIV secolo, segnarono una battuta d'arresto in questa crescita che si qualificò come significativa. Dal 1032 l'Impero era costituito dal Regnum Francorum (Francia orientale), poi chiamato Regnum Teutonicorum, dal Regnum Langobardorum o Regnum Italicum (corrispondente all'attuale nord e centro Italia), e dal Regno di Borgogna.
Il processo di formazione delle nazioni europee e la loro istituzionalizzazione in ambiti come la Francia o l'Inghilterra tra la fine del Medioevo e l'inizio dell'età moderna si basava sul punto fondamentale di disporre di confini esterni ben definiti, all'interno dei quali si trovava a risiedere l'autorità statale. I confini imperiali furono invece perlopiù frammentari e incerti sino al XVI secolo, dal momento che l'appartenenza all'Impero era molto meglio definita dal vassallaggio al re o all'imperatore e dalle conseguenze legali che ne derivano che al legame con un dato territorio o un dato stato.
I confini dell'Impero a nord erano abbastanza chiari perché erano naturalmente rappresentati dalle coste del mare e dal corso dell'Eider che separa il Ducato di Holstein che faceva parte dell'impero ed il Ducato di Schleswig, feudo invece della Danimarca. A sud-est i territori ereditari asburgici con composti da Austria, Stiria, Carniola, Tirolo ed il principato vescovile di Trento, segnavano altrettanto chiaramente i confini dell'Impero. A nord-est, la Pomerania ed il Brandeburgo appartenevano all'Impero. Il territorio dell'Ordine Teutonico, invece, è considerato dalla maggior parte degli storici attuali come non facente parte del Sacro Romano Impero sebbene formalmente non fosse abitato da tedeschi. La Dieta di Augusta del 1530 dichiarò la Livonia come regione parte dell'Impero anziché ascriverla alla Polonia.
Solitamente, il Regno di Boemia è raffigurato sulle mappe antiche come parte dell'Impero. Ciò è ritenuto corretto dal momento che la Boemia era un feudo imperiale ed il re di Boemia - titolo istituito sotto il governo degli Hohenstaufen - era un principe elettore. Tuttavia, nella popolazione di lingua prevalentemente ceca, il sentimento di appartenenza all'Impero era molto debole, con addirittura tracce di risentimento per l'inclusione nel Sacro Romano Impero.
Ad ovest ed a sud-ovest dell'Impero, i confini rimanevano sfocati. I Paesi Bassi ne erano un esempio. Le Diciassette Province che raggruppavano all'epoca l'attuale Belgio (ad eccezione del principato di Liegi) ed i Paesi Bassi col Lussemburgo, vennero trasformate nel 1548 col Trattato di Borgogna in un territorio dove la presenza imperiale si era fatta sempre più debole. Il territorio non venne più concepito come parte della giurisdizione dell'Impero, pur rimanendone formalmente uno stato membro. Dopo la Guerra dei Trent'anni, nel 1648, le tredici province olandesi non vennero più considerate parte dell'Impero, ed il fatto venne accettato da tutte le parti.
Nel XVI secolo i vescovati di Metz, Tolone e Verdun, vennero gradualmente acquisiti dalla Francia, così come la città di Strasburgo che venne annessa nel 1681. Quanto alla Confederazione Elvetica, dal 1648 essa non fece più parte dell'impero, ma essa già dalla pace di Basilea del 1499 non partecipava più alla gestione della politica imperiale. La Savoia, situata a sud della Svizzera, appartenne legalmente all'impero sino al 1801, ma essa era de facto già distaccata da tempo dalla corona imperiale.
L'imperatore, dal canto suo, rivendicò sempre la sovranità imperiale sui territori italiani del granducato di Toscana, del ducato di Milano, di Mantova, di Modena, di Parma e di Mirandola. Ad ogni modo il sentimento di appartenenza al mondo germanico in questi territori era alla pari con la loro partecipazione alla politica imperiale: praticamente nulla. Questi territori non rivendicavano diritti come qualsiasi altro stato membro dell'impero, ma nemmeno vi si sottomettevano completamente. In generale, questi territori non erano riconosciuti come parte dell'impero e rimanevano una pretesa più teorica che pratica, anche se resteranno sotto il controllo o l'influenza diretta degli Asburgo sino a tutto il XVIII secolo. Milano era sentita come la capitale effettiva dei domini imperiali nel nord Italia: qui vi risiedeva il plenipotentiarius o commissarius caesareus (nella figura del duca di Milano) che era anche procuratore fiscale per l'Italia (Fiscalis imperialis per Italiam), ovvero avrebbe dovuto provvedere alla raccolta delle tasse spettanti all'impero per l'Italia. Con l'epoca moderna, ad ogni modo, i diritti imperiali in Italia divennero sempre più deboli a livello istituzionale, mentre aumentarono ulteriormente i territori che caddero sotto la sfera del governo imperiale.
Ad esempio, in virtù dell'esilio imposto ai Gonzaga per aver appoggiato i francesi durante la guerra di successione spagnola, i territori di Mantova e di Castiglione passarono alla casata degli Asburgo nel 1707. La Toscana venne annessa nel 1737 (in scambio con la Lorena), Parma nel 1723 e Modena nel 1771. Il rito dell'investitura imperiale rimase la regola nella maggior parte del "Regno d'Italia", con relativo giuramento di fedeltà ad ogni cambio di successione della famiglia regnante e ad ogni ascesa di un nuovo imperatore. Ancora nel 1755, casa Savoia pagò per l'investitura del Piemonte e degli altri suoi possedimenti la somma di 85000 fiorini di tasse feudali alla cancelleria viennese, mentre i quattro stati (Toscana, Parma, Genova e Lucca) sui quali i diritti imperiali finirono per diventare più controversi, si rifiutarono. La sovranità giudiziaria dell'Impero, invece, non cessò di essere esercitata in Italia: durante i venticinque anni di regno dell'imperatore Giuseppe II (1765-1790), circa 150 cause italiane rimasero pendenti presso il Consiglio Aulico, il che sottolineava ancor meglio la durabilità delle istituzioni del Sacro Romano Impero in Italia.

### La questione della lingua
Le origini etniche della popolazione dell'Impero erano molteplici. Accanto ai territori di lingua tedesca, esistevano chiaramente altri gruppi linguistici. I vari dialetti del gruppo tedesco (raggruppati in tre sottogruppi: basso, medio e alto tedesco) erano tipici della maggioranza della popolazione della parte centrale e settentrionale dell'impero. Il resto del territorio oggi concepito come tedesco, invece, abbondava di altre lingue che dipendevano dalle diverse condizioni storiche, come ad esempio ad oriente il ceppo delle lingue slave o quelle romanze a ovest con l'emergere del francese antico, oltre a naturalmente le lingue ed i dialetti italiani nei territori a sud delle Alpi.
Al tempo del regnum francorum, il latino era la lingua ufficiale. Tutto ciò che riguardava la legge era scritto in latino. Il latino era la lingua internazionale dell'epoca e rimase la lingua della diplomazia sotto il Sacro Romano Impero ed in Europa almeno sino alla metà del XVII secolo. La lingua tedesca venne introdotta nella cancelleria imperiale dal regno di Ludovico IV.
Dopo le migrazioni germaniche, i territori orientali della futura parte dell'Impero di lingua tedesca erano ancora popolati principalmente da slavi e quelli occidentali da tedeschi. La maggior parte dei territori germanofoni entrarono a far parte dei confini dell'impero, mentre altri, pure controllati saldamente da popolazioni germaniche come la Prussia orientale, non vennero mai invece incorporati nei confini imperiali. Questi territori, precedentemente popolati da popolazioni baltiche e slave, vennero germanizzati a seguito all'Ostsiedlung (espansione verso est), da coloni di lingua tedesca provenienti dai territori occidentali. La rete delle città componenti la Lega Anseatica favorì particolarmente questa espansione controllando la navigazione dell'intero Mar Baltico durante l'epoca medievale. In alcuni territori dell'Europa orientale, le popolazioni baltiche, slave e germaniche si mescolarono insieme nel corso dei secoli.
Nella parte occidentale dell'impero, a sud-ovest dell'ex limes dell'Impero Romano, vi erano aree politicamente dominate da famiglie di origine o affiliate ai tedeschi ancora nel X secolo, che risentivano di influenze celtiche precedenti, ma ancor di più della cultura romana, proprio come nel vicino regno di Francia. A livello locale, queste influenze furono inizialmente molto disparate. Nel corso del tempo, come accadde per altre aree dell'impero, i diversi gruppi di popolazione si mescolarono tra loro. Tra il IX secolo ed il X secolo si andarono definendo chiaramente queste influenze culturali e linguistiche come segue: cultura italiana in Italia settentrionale e gallo-romana ad ovest. Tale concetto, riemerso solo negli studi più recenti relativi al Sacro Romano Impero, venne dimenticato in modo particolare dalla storiografia tedesca del XIX secolo che, sull'idea dell'unità nazionale, tentava di rendere la struttura imperiale nei secoli quanto più omogenea e "germanica" di quanto in realtà non fosse.
Anche le popolazioni all'interno del Sacro Romano Impero sperimentarono immigrazioni, emigrazioni e altri movimenti di popolazione all'interno dei confini dell'Impero stesso. Dopo la Guerra dei Trent'anni, un'immensa e lunga deflagrazione politico-religiosa nel cuore dell'impero, si ebbe una politica migratoria mirata dei cattolici verso i territori rimasti cattolici e dei protestanti verso quelli divenuti protestanti; è in questo contesto che si ebbe un'esplosione demografica nella Prussia che le consentirà poi nel XVIII secolo di qualificarsi come grande potenza nell'area imperiale.

## Relazioni estere
La famiglia imperiale degli Asburgo disponeva di propri diplomatici per rappresentare i propri interessi. La maggior parte dei grandi stati del Sacro Romano Impero, a partire dal 1648 circa, iniziarono anch'essi a dotarsi di propri ambasciatori. Il Sacro Romano Impero, del resto, non disponeva di un proprio ministero degli esteri, ma tale competenza spettava direttamente alla dieta imperiale, la quale spesso però si trovava in disaccordo con quanto portato avanti dai propri diplomatici.
Quando Ratisbona divenne sede della dieta imperiale, qui iniziarono a confluire diversi diplomatici stranieri provenienti anche dall'estero come dalla Francia, dalla Russia, dalla Danimarca, dalla Gran Bretagna, dai Paesi Bassi e dalla Svezia.

## Esercito
L'esercito del Sacro Romano Impero (in tedesco: Reichsarmee, Reichsheer o Reichsarmatur; in latino exercitus imperii) venne istituito nel 1422 e terminò a seguito delle guerre napoleoniche. Non dev'essere confuso con l'esercito imperiale (Kaiserliche Armee) che invece competeva in capo al solo imperatore.
Malgrado solitamente si pensi il contrario, l'esercito del Sacro Romano Impero non era costituito da una forza permanente sempre pronta a combattere per l'impero. Quando l'impero era in pericolo, l'esercito dell'impero si costituiva con la collaborazione degli stati che lo componevano. La somma degli uomini in arme impiegati dall'impero si attestava di solito intorno alle 40000 unità che potevano essere aumentate o diminuite a seconda delle necessità. Ogni singolo stato sovrano aveva diritto ad avere proprie truppe se poteva permettersele (ius armorum et foederum) come sancito dalla pace di Vestfalia, al punto che gli stati più potenti si organizzarono per costituire propri eserciti permanenti come nel caso del Brandeburgo (dal 1644), della Baviera (dal 1682) o della Sassonia.
L'esercito imperiale nel suo complesso prese parte ad alcuni fatti d'arme di rilevanza per tutto l'impero come ad esempio le varie guerre contro i turchi e contro la Francia, ma di fatti perse la propria importanza dopo la sconfitta nella battaglia di Roßbach del 1757 contro la Prussia: quando si comprese che l'esercito imperiale non era in grado di fronteggiare quello di uno stato sovrano che lo componeva, si addivenne alla conclusione che gli eserciti dei singoli stati erano ormai più rilevanti di quello centrale, e che la fedeltà delle truppe locali era al proprio sovrano, e solo in seconda battuta all'imperatore e all'impero.
Il Reichsheer conobbe i suoi ultimi fatti d'arme nelle guerre napoleoniche. L'esercito imperiale confluì, dopo la sua dissoluzione, nell'esercito imperiale austriaco.

## Denominazione
L'espressione Impero Romano era sicuramente già usata nel 1034 per indicare le terre sotto il dominio di Corrado II e abbiamo testimonianze dell'uso di Sacro Impero nel 1157.
Il termine Imperatore romano in riferimento al sovrano germanico incoronato a Roma, invece, cominciò a essere utilizzato già per Ottone II (imperatore nel 973- 983). Gli imperatori da Carlo Magno (742-814) fino a Ottone I il Grande escluso (cioè i sovrani dell'Impero carolingio), d'altronde, utilizzavano il titolo di "Imperatore Augusto".
Il termine "Sacro Romano Impero della Nazione Germanica" fu introdotto nel 1254; l'espressione completa Sacrum Romanum Imperium Nationis Germanicae (in tedesco: Heiliges Römisches Reich Deutscher Nation) appare invece alla fine del XV secolo, nel momento in cui il regno aveva perso in Italia molto del suo dinamismo, pur rimanendo legato fino alla fine ad alcune importanti unità territoriali italiane in esso integrate: "sacro" e "romano" erano termini impiegati con spirito di emulazione verso l'impero bizantino; "della nazione tedesca" sottolineava come, dal 962 in poi, il fulcro di questa istituzione fosse nelle genti di stirpe germanica, già costituitesi come "Franchi orientali" dopo la spartizione carolingia.
Il titolo di imperatore era prevalentemente elettivo, secondo le tradizioni "federaliste" dei quattro ducati originari di Germania (Sassonia, Franconia, Baviera e Svevia), ciascuno contraddistinto da una propria base etnica diversa. Gli elettori erano quindi i grandi nobili del regno di Germania, che si disputavano la corona. Se comunque da una parte il titolo imperiale era considerato in tutta l'Europa occidentale come supremo e in via di principio incontestabile, nella pratica si assistette spesso alla mancanza di potestà sostanziale degli imperatori, ridotti a figure formalmente simboliche, incapaci di manifestare la loro volontà nel regno.
Alcune grandi famiglie cercarono nel tempo di rendere la corona imperiale ereditaria, come la dinastia ottoniana, ma vi riuscì definitivamente solo alla fine del Medioevo la famiglia degli Asburgo, che mantenne il titolo fino al 1806, sebbene non fossero mai stati aboliti i principi elettori e la loro dignità. Alla morte di ogni imperatore infatti essi si riunivano ed eleggevano il suo successore, fino alla loro soppressione napoleonica.
Il titolo di "imperatore dei Romani" venne fatto abolire nel 1806 da un altro imperatore abusivo, Napoleone I di Francia, che impose a Francesco II d'Asburgo di prendere il titolo di "imperatore d'Austria", più conforme ai territori che effettivamente erano da lui amministrati. Per cui questa data viene considerata la dissoluzione formale deI Sacro Romano Impero.

Neanche i contemporanei seppero come definire questo ente. In una famosa descrizione del 1667, De statu imperii Germanici, pubblicato con lo pseudonimo di Severino di Monzambano, Samuel von Pufendorf scrisse: 
(Severini de Monzambano Veronensis, De Statu Imperii Germanici, Apud Petrum Columesium, Genevae 1667, Caput 6, § 9, p. 115)
Voltaire più tardi ne parlerà come "né Sacro, né Romano, né Impero".

### Un impero "romano"?
Da un punto di vista giuridico l'Impero romano, fondato da Augusto (27 a.C.) e diviso da Teodosio I in due parti (395 d.C.), era sopravvissuto solo nella parte orientale. Dopo la deposizione dell'ultimo Imperatore d'Occidente Romolo Augustolo (476 d.C.), quello d'Oriente Zenone aveva ereditato anche le insegne della parte occidentale riunendo da un punto di vista formale l'unità statale. Dunque gli abitanti dell'Impero d'Oriente si consideravano Ῥωμαίοι (Rhōmaioi, romei, ovvero "romani" in lingua greca), e chiamavano il loro stato Βασιλεία Ῥωμαίων (Basileia Rhōmaiōn, ovvero "Regno dei Romani").
L'incoronazione del re dei Franchi Carlo Magno da parte di papa Leone III nell'800 fu un atto privo di un profilo giuridicamente legittimo: solo l'Imperatore romano d'Oriente (chiamato "greco" in Occidente proprio a partire da quest'epoca) sarebbe semmai stato degno di incoronare un suo pari nella parte occidentale, per questo da Costantinopoli si guardò sempre con superiorità e sospetto a quell'atto.
Nonostante ciò l'incoronazione papale fu giustificata dal punto di vista formale con due considerazioni formali:
1. il fatto che all'epoca l'Impero bizantino fosse governato da una donna, Irene d'Atene, illegittima agli occhi occidentali, creava il presupposto che il trono fosse vacante e pertanto veniva a crearsi un vuoto di potere che quindi rendeva possibili eventuali colpi di mano (infatti all'epoca l'Impero bizantino non aveva alcuna possibilità di intervenire direttamente in Europa occidentale);
2. la questione che il papa si dichiarasse come diretto erede dell'Impero romano sia come pontifex maximus sia arrogandosi un potere temporale grazie al documento della donazione di Costantino, con il quale Costantino I avrebbe ceduto la sovranità sulla città di Roma e su tutta l'Europa occidentale a papa Silvestro I; il documento, riconosciuto come falso nel XV secolo tramite lo studio filologico di Lorenzo Valla presso la corte pontificia, fu redatto presumibilmente nell'ottavo secolo, quando il papa, minacciato dall'avanzata dei Longobardi, si era trovato a dover far valere la propria autorità. In quell'occasione egli aveva compiuto un'altra incoronazione analoga, incoronando re dei Franchi Pipino il Breve, formalmente illegittimo, come ringraziamento dell'aiuto ricevuto dal "maggiordomo reale" nella contesa con i re Longobardi.

Gli imperatori romano-tedeschi cercarono con più modi di farsi accettare da quelli bizantini come loro pari con rapporti diplomatici, politiche matrimoniali o minacce, ma ottenendo successi soltanto parziali o effimeri. Nell'812, con il trattato di Aquisgrana l'imperatore d'occidente Carlo Magno ottenne da Bisanzio il riconoscimento di titolo di Imperatore (basileus in greco) ma non di "Imperatore dei Romani" (basileus ton Romaion). Tuttavia il rapido declino dell'Impero carolingio permise a Bisanzio di disconoscere il trattato dell'812. Le fonti bizantine definiscono l'Imperatore del Sacro Romano Impero "re dei tedeschi" e solo raramente un "imperatore" (ma non dei Romani). Le fonti occidentali, invece, definivano l'Imperatore bizantino rex graecorum ("Re dei Greci") o al più Imperator Graecorum ("Imperatore dei Greci").
La pretesa di atteggiarsi come eredi dei romani, sebbene giuridicamente discutibile, ebbe però alcuni innegabili risultati positivi, come il ripristino del diritto romano già a partire dalla metà del XII secolo, che, tramite l'attività delle università, tornò in Occidente sostituendosi in tutto o in massima parte alle legislazioni germaniche, in vigore dai tempi delle invasioni, e a quelle canonistiche, diffuse dalle istituzioni ecclesiastiche.
In definitiva quindi, nonostante una partenza caratterizzata da equivoci e atti forzosi, il Sacro Romano Impero divenne uno dei cardini della società europea, che profondamente ne influenzò le vicende per secoli.

### Il dibattito sull'autorità
Sono stati fatti molti tentativi di spiegare perché il Sacro Romano Impero non riuscì mai ad avere un potere centrale sui territori, contrariamente alla vicina Francia. Fra le ragioni trovate vi sono le seguenti:
- l'Impero era stato, soprattutto dopo la caduta degli Hohenstaufen, un'entità confederale: al contrario della Francia che era stata parte integrante dell'Impero Romano, nella parte orientale dell'Impero carolingio, le tribù germaniche erano molto più indipendenti e riluttanti a cedere poteri a un'autorità centrale. Molti tentativi di rendere ereditario il titolo imperiale fallirono e restò sempre, almeno formalmente, la cerimonia dell'elezione, poi ristretta a 7 principi elettori, fino alla soppressione napoleonica. Massimiliano I e Carlo V tentarono di riformare l'impero, ma inutilmente. Più tardi ogni candidato dovette fare promesse agli elettori, nelle cosiddette Wahlkapitulationen (Capitolato di elezione), che garantì sempre più poteri agli elettori durante i secoli;
- a causa delle sue connotazioni religiose, l'Impero come istituzione fu seriamente danneggiato dal contrasto fra il papa e i re tedeschi riguardo alle loro rispettive incoronazioni a imperatore. Non è mai stato molto chiaro a quali condizioni il papa incoronasse l'imperatore e, in particolare, se il potere di questo dipendesse da quello ecclesiastico del Papa. La rinuncia di Francesco II in favore di Napoleone, dopo il trattato di Presburgo, il 6 giugno 1806, non fu riconosciuta dal Papato fino al 1918/19, quando il SRI con Carlo d'Asburgo praticamente finì.
- a causa dell'infeudamento dei vescovi da parte di Ottone I di feudi imperiali, specie durante l'XI secolo, fu creato il problema dei vescovi-conti, che portò alla dura lotta per le investiture ed infine al concordato di Worms nel 1122; e poi nel 1521 e segg. favorì la riforma luterana con la loro spoliazione da parte dei principi laici, chiamati poi protestanti contro gli editti imperiali di restituzione.
- non è chiaro se il sistema feudale del Reich, dove il re formalmente era all'apice della cosiddetta "piramide feudale", fosse la causa o un sintomo della debolezza dell'Impero. In ogni caso, l'obbedienza militare, che, come da tradizione tedesca, era strettamente legata alla confisca delle terre per i tributi, fu sempre un problema: quando il Reich era costretto alla guerra, le decisioni erano lente e foriere di situazioni instabili.

### Nella dottrina dello Stato tedesco
Dopo l'unificazione della Germania in Stato sovrano federale nel 1871 (vedi Impero tedesco), il Sacro Romano Impero fu conosciuto talvolta come Primo Reich, visto che dal 1512 era della "nazione tedesca". La Germania/Austria nazista volle chiamarsi invece Terzo Reich, considerando l'Impero del 1871 come Secondo Reich, dopo la rinuncia austriaca del 1806: ciò anzitutto allo scopo di affermare una continuità diretta, grazie al Nazionalsocialismo, con l'intera storia della Germania; secondariamente, per negare a posteriori alla Repubblica di Weimar (1918-1933) la sua ragione d'essere come reale espressione della Germania repubblicana e più democratica.

### Nella filosofia della comunità sovranazionale
Tra le due guerre mondiali l’immagine idealizzata del Reich fece da sfondo all’utopia «paneuropea»; anche successivamente varie dottrine storico-politiche hanno proiettato sulla parola «Reich» la richiesta che "l’Europa auspicabilmente riacquisti la consapevolezza delle proprie «radici» e, con essa, una certezza di sé, fatta di punti di riferimento validi poiché storicamente immutati": "l’ordinamento sovranazionale, comprensivo di vari popoli, il «felice» abbinamento di libertà (germanica) e civiltà (romano cristiana), la vocazione alla pace, quale condicio sine qua non d’ogni progresso materiale e morale, la cultura del diritto come tessuto delle relazioni umane, lo sviluppo «meraviglioso» delle arti e delle scienze".

## Simboli dell'impero

### L'aquila imperiale

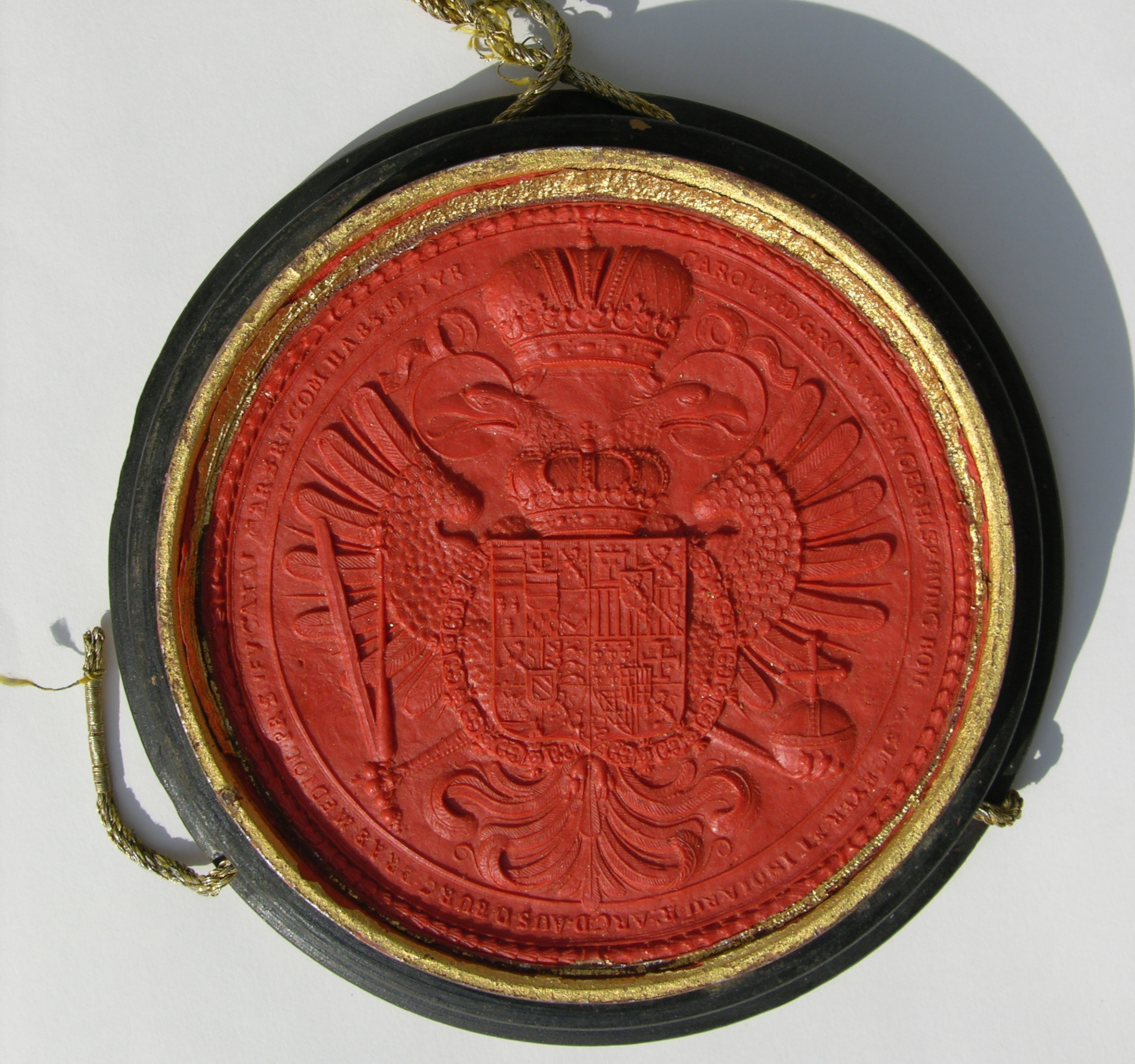
Sigillo di Carlo VI con l'aquila bicipite.

L'aquila era il simbolo del potere imperiale sin dall'Impero romano, di cui il Sacro Romano Impero si sentiva l'erede. Fu nel XII secolo, con l'imperatore Federico Barbarossa, che l'aquila divenne ad ogni modo l'emblema del Sacro Romano Impero. Prima di questa data, essa fu utilizzata da altri imperatori (Ottone I e Corrado II) come simbolo del potere imperiale senza però essere considerata un emblema fisso.
Dopo il 1312, e soprattutto durante il regno di Federico III, si affermò gradualmente il simbolo dell'aquila bicipite.
Con l'ascesa al trono di Sigismondo I, l'aquila bicipite divenne l'emblema ufficiale dell'imperatore ed iniziò a comparire in maniera diffusa su sigilli, monete, sulla bandiera imperiale e tutti quei documenti, edifici o elementi che a lui facessero riferimento. L'aquila a una sola testa rimase invece il simbolo del re dei Romani. L'uso dell'aquila era un chiaro simbolo di fedeltà all'Impero. Molte città dell'Impero utilizzarono l'aquila imperiale a livello araldico come nel caso di Francoforte sul Meno che dal XIII secolo ha nel proprio stemma un'aquila a una sola testa, oppure Lubecca che adottò l'aquila bicipite nel 1450 o ancora Vienna dal 1278.
Dopo la caduta del Sacro Romano Impero, l'aquila imperiale fu rilevata dal Reichstag nel 1848 come simbolo dell'Impero tedesco e oggi è lo stemma della Germania.

### Le insegne imperiali

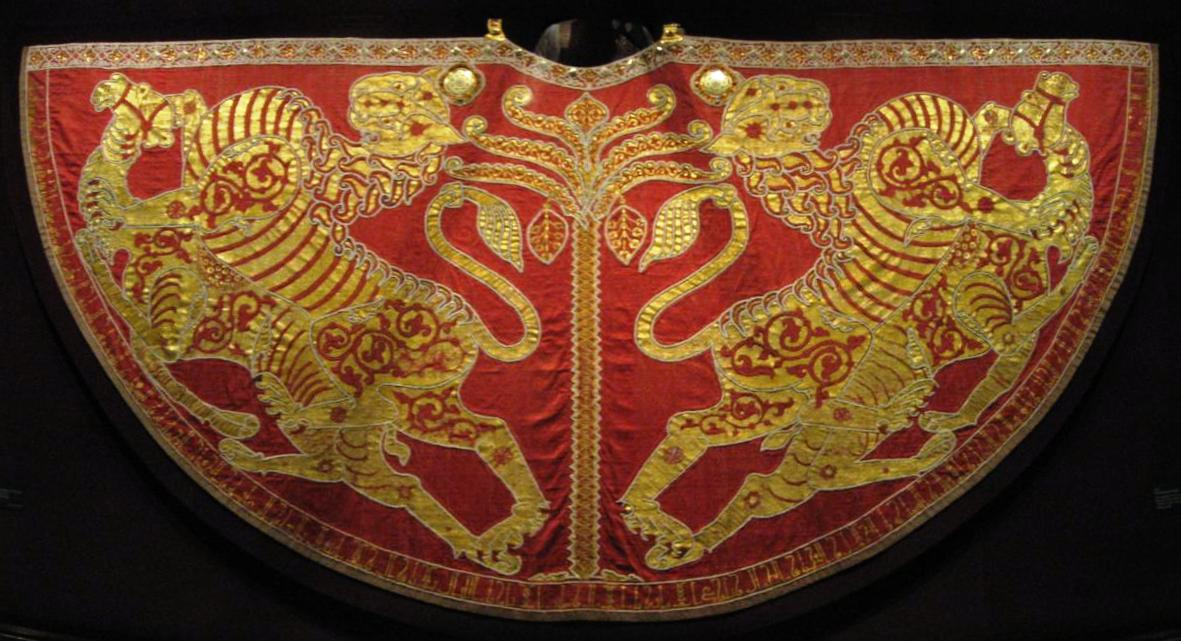
Il mantello dell'incoronazione imperiale.

Le insegne imperiali del Sacro Romano Impero (Reichskleinodien) erano costituite da diversi oggetti (circa 25), raccolti oggi a Vienna. Tra i pezzi più importanti vi erano sicuramente la corona imperiale realizzata sin dal tempo di Ottone I e la croce imperiale realizzata in Lorena intorno al 1025 che fungeva da reliquiario per altre due insegne: la Lancia di Longino e un pezzo della Santa Croce. A questi si aggiungevano una spada, un globo e uno scettro, tutti utilizzati dall'imperatore durante la sua incoronazione.
Accanto a queste insegne si possono citare anche altri ornamenti come un prezioso mantello decorato con 100000 perline e del peso di undici chilogrammi utilizzato durante le cerimonie solenni, guanti ricamati con perle e pietre preziosi, una dalmatica, un camice, pantofole e un evangelario.
Per secoli le insegne vennero conservate presso Aquisgrana, antica sede della dieta imperiale, ma di fronte all'avanzata dei napoleonici nel 1800 vennero trasferite dapprima a Ratisbona e poi a Vienna. Dopo il crollo dell'Impero, le città di Norimberga ed Aquisgrana si contesero la restituzione delle insegne e nel 1938 fu Adolf Hitler a disporne il trasporto a Norimberga. I preziosi oggetti, trovati in un bunker nel 1945, vennero nuovamente trasportati a Vienna dall'anno successivo. Le insegne del Sacro Impero sono oggi il tesoro medievale più completo al mondo, di inestimabile valore storico, artistico e tradizionale.

### Annotazioni
1. ↑   Joachim Whaley, Germany and the Holy Roman Empire, vol. 1, Oxford, University of Oxford Publications, 2002,  p. 17.
 Joachim Ehlers, Die Entstehung des Deutschen Reiches, 4ª ed., Monaco di Baviera, 2012,  p. 97.
«L'aggiunta deutscher Nation ('della nazione tedesca') al titolo imperiale romano risale al 1474, la dizione Römisches Reich Teutscher Nation ('Impero Romano della nazione tedesca') al 1486 e al 1512 l'espressione completa Heiliges Römisches Reich Teutscher Nation ('Sacro Romano Impero della nazione tedesca')»
Nella moderna letteratura scientifica la dizione "Sacro Romano Impero della Nazione Germanica" non è utilizzato per l'Impero medievale, bensì per quello d'età moderna.
2. ↑  Il termine "bizantino" con cui attualmente si definisce attualmente l'Impero romano d'Oriente è una pura convenzione storica coniata da alcuni storici cinquecenteschi e diffusa dagli Illuministi; essi, disprezzando tutto ciò che riguardava il Medioevo, vista come un'era buia, disprezzavano anche l'Impero romano d'Oriente e non ritenendo gli abitanti dell'Impero d'Oriente degni di essere chiamati "romani" o "greci" coniarono il termine "bizantino". Poiché il termine "bizantino" venne introdotto per la prima volta nel cinquecento e l'Impero d'Oriente cadde ben un secolo prima (nel 1453) i "bizantini" non seppero mai di essere bizantini ma solo di essere romani (o romei).

### Fonti
1. 1 2 3 4   James Bryce, The Holy Roman Empire.
2. 1 2 3   Friedrich Heer, The Holy Roman Empire, 1968.
3. 1 2 3   Sacro Romano Impero, in Treccani.it – Enciclopedie on line, Roma, Istituto dell'Enciclopedia Italiana. URL consultato il 10 giugno 2021.
4. ↑  Atlante Storico, pp. 58-59.
5. 1 2 3 4   Norman Davies, A History of Europe, 2005.
6. 1 2 3   Christopher Kleinhenz, Medieval Italy: An Encyclopedia.
7. ↑  Atlante Storico, pp. 68-69.
8. ↑  (EN) Holy Roman emperor | Definition, Origin, History, & Facts | Britannica, su www.britannica.com, 19 dicembre 2023. URL consultato il 12 gennaio 2024.
9. ↑  (EN) FAIR Team, Holy Roman Empire Map: Tracing a Complex European Entity, su FAIR, 5 luglio 2023. URL consultato il 12 gennaio 2024.
10. ↑   CARTINA STORICA SACRO ROMANO IMPERO, su Giodicart. URL consultato il 12 gennaio 2024.
11. ↑   SACRO ROMANO IMPERO, su www.bibliolab.it. URL consultato il 12 gennaio 2024.
12. ↑  Bryce, 2017, p. 204.
13. ↑   Terry Breverton, Everything You Ever Wanted to Know About the Tudors but Were Afraid to Ask.
14. ↑   Norman Cantor, The Civilization of the Middle Ages, 1993.
15. ↑   Bamber Gascoigne, "History of the Holy Roman Empire".
16. ↑   Joachim Whaley, Germany and the Holy Roman Empire, Volume I: Maximilian I to the Peace of Westphalia.
17. ↑  Bryce, 2017, p. 268.
18. ↑  (EN) Len Scales, The Holy Roman Empire (PDF), in Cathie Carmichael, Matthew D'Auria e Aviel Roshwald (a cura di), The Cambridge History of Nationhood and Nationalism, Cambridge University Press, 2023,  p. 55.
19. ↑  Peter Hamish Wilson, The Holy Roman Empire, 1495–1806, MacMillan Press 1999, London, page 2; The Holy Roman Empire of the German Nation Archiviato il 29 febbraio 2012 in Internet Archive. at the Embassy of the Federal Republic of Germany in London website
20. ↑  Montanari, 2006, pp. 138-141.
21. ↑  Rothstein, 1995, pp.9
22. ↑  Szepesi, 2015
23. ↑  Rothbard, 2009
24. 1 2  Schillinger, 2002, p. 85.
25. ↑  Schillinger, 2002, p. 82.
26. ↑  Rovan, 1999, p. 317.
27. ↑  Ernstpeter Maurer, Luther, Herder, Friburgo in Brisgovia, 1999, p.21.
28. ↑  Rovan, 1999, p. 309.
29. 1 2  Schillinger, 2002, p. 101.
30. 1 2  Rovan, 1999, p. 282.
31. ↑  Rovan, 1999, p. 287.
32. ↑  Rovan, 1999, p. 295.
33. ↑  Rovan, 1999, p. 261.
34. ↑   Lega di Smalcalda su Enciclopedia Treccani, su treccani.it. URL consultato l'8 maggio 2017 (archiviato il 4 settembre 2019).
35. 1 2  Rovan, 1999, p. 314.
36. ↑  Alfred Kohler, Das Reich im Kampf um die Hegemonie in Europa 1521-1648, Oldenbourg, 1990, pp.58-59.
37. ↑  Schulze, 1987, p. 155.
38. 1 2  Schillinger, 2002, p. 110.
39. ↑  Schillinger, 2002, p. 109.
40. ↑  Frisch, 1993, p. 170.
41. 1 2  Rovan, 1999, p. 353.
42. ↑  Wilson, 2004, p.307
43. ↑  Schillinger, 2002, p. 142.
44. ↑  Schillinger, 2002, p. 136.
45. ↑  Schillinger, 2002, p. 132.
46. ↑  Schillinger, 2002, p. 131.
47. ↑  Schrader, 1998, p. 33.
48. 1 2  Rovan, 1999, p. 415.
49. ↑  Schillinger, 2002, p. 143.
50. ↑  Schillinger, 2002, p. 144.
51. ↑  Schillinger, 2002, p. 145.
52. ↑  Demel e Puschner, 1995, p. 27.
53. ↑  Demel e Puschner, 1995, p. 28.
54. ↑  Demel e Puschner, 1995, p. 32.
55. ↑  Demel e Puschner, 1995, p. 40.
56. ↑  Demel e Puschner, 1995, p. 98.
57. 1 2  Demel e Puschner, 1995, p. 102.
58. 1 2  Schillinger, 2002, p. 146.
59. ↑  Les grands empires, De Boeck Université, 1989, p.444
60. ↑  Demel e Puschner, 1995, p.44
61. ↑  Henri Plon, Correspondance de Napoléon I, vol. 12, 1863, p.416.
62. ↑  Elisabeth Fehrenbach, Vom Ancien Regime zum Wiener Kongress, Monaco di Baviera, 2001, p.82.
63. ↑  Theodor Bitterauf, Die Gründung des Rheinbundes und der Untergang des alten Reiches, Monaco di Baviera, 1905, pp.416-417.
64. ↑  Friedrich Wilhelm Ghillany, Manuel diplomatique, recueil des traités de paix européens les plus importants, des actes du congrès et autres documents relatifs à la politique internationale depuis le traité de Westphalie jusqu'à ces derniers temps, vol. 2, Parigi, 1856, p.18.
65. ↑  Marion George/Andrea Rudolph, Napoleons langer Schatten über Europa, Dettelbach, 2008, p. 140.
66. ↑  Kubin, 1991, p.156
67. ↑  Theodor von Bernhardi, Denkwürdigkeiten des kaiserlich russischen Generals von der Infanterie Carl Friedrich Grafen von Toll, Lipsia, 1866, p.4.
68. ↑  Weikl, 2006, p. 31.
69. ↑  Heinz Duchhardt, Barock und Aufklärung, Monaco di Baviera, 2007, p. 12
70. ↑  Schillinger, 2002,  p. 83.
71. ↑  Weikl, 2006,  pp. 28-29.
72. 1 2  Schrader, 1998,  p. 18.
73. 1 2  Schillinger, 2002,  p. 84.
74. ↑  Weikl, 2006,  p. 29.
75. 1 2 3 4  Schillinger, 2002, p. 89.
76. ↑  Schrader, 1998, p. 15.
77. ↑  Diestelkamp, 1999, p. 296.
78. ↑  Winfried Dotzauer, Die deutschen Reichskreise (1383-1806), Stoccarda, 1998, p.34.
79. ↑  Schillinger, 2002, p. 90.
80. ↑  Diestelkamp, 1999, p. 271.
81. ↑  Dotzauer, 1998,  p. 457.
82. ↑  Diestelkamp, 1999, p. 311.
83. ↑  Diestelkamp, 1999, p. 398.
84. ↑  Dotzauer, 1998, p. 458.
85. 1 2  Diestelkamp, 1999, p. 273.
86. ↑  Diestelkamp, 1998, p.199
87. ↑  Schillinger, 2002, p. 86.
88. ↑  Diestelkamp, 1999, p. 487.
89. ↑  Diestelkamp, 1999, p. 248.
90. ↑  Diestelkamp, 1999, p. 298.
91. 1 2  Diestelkamp, 1999,  p. 274.
92. ↑  Ehrenpreis, 2006,  p. 56 e seguenti.
93. ↑  Ehrenpreis, 2006,  p. 17.
94. ↑  Volker Mantey, Zwei Schwerter- zwei Reiche, 2005, Tübingen, p.154.
95. ↑  Rovan, 1999,  p. 102.
96. 1 2  Weikl, 2006, p.28
97. ↑  Weikl, 2006 p.28
98. ↑  Michael Matheus, Regionen und Föderalismus. 50 Jahre Rheinland-Pfalz, Stoccarda, 1997, p.37.
99. 1 2  Schrader, 1998, p. 162.
100. ↑  Harm Klueting/Wolfgang Schmale, Das Reich und seine Territorialstaaten. Aspekte des Mit-, Neben- und Gegeneinander, Münster, 2004, p.43.
101. ↑  Rudolf Endres, Adel in der frühen Neuzeit, Oldenburg, 1993, p.5.
102. ↑  Neuhaus, 2003, p. 27.
103. ↑  Neuhaus, 2003, p. 28.
104. ↑  Neuhaus, 2003, p. 29.
105. ↑  Neuhaus, 2003, pp. 29-30.
106. 1 2  Neuhaus, 2003, p. 30.
107. 1 2  Neuhaus, 2003, p. 31.
108. ↑  Endres, 1993, p. 6.
109. ↑  Endres, 1993, p. 7.
110. ↑  Endres, 1993, p. 58.
111. ↑  Neuhaus, 2003, p. 34.
112. ↑  Schrader, 1998, p. 19.
113. ↑  Rovan, 1999, p. 275.
114. ↑  Helmut Neuhaus, Das Reich in der frühen Neuzeit, Oldenburg, 1988, p.38.
115. ↑  Rovan, 1999, p. 67.
116. ↑  Andreas Gardt, Nation und Sprache. Die Diskussion ihres Verhädltnisses in Geschichte und Gegenwart, Berlino, 2000, p.89.
117. 1 2  Rapp, 2003, p. 96.
118. ↑  Rudolf E. Keller, Karl-Heinz Mulagk, Die deutsche Sprache und ihre historische Entwicklung, Amburgo, 1986, p.133.
119. ↑  Rudolf E. Keller, Karl-Heinz Mulagk, Die deutsche Sprache und ihre historische Entwicklung, Amburgo, 1986, p.240.
120. ↑  Ulrich Ammon, Die internationale Stellung der deutschen Sprache, Berlino, 1991, p.285.
121. ↑  Ammon, 1991, p. 284.
122. 1 2  Wilson, 1999, p.70
123. ↑  Wilson, 1999, p.69
124. ↑  Corvisier, Childs, 1994, p.306
125. ↑  Martin Rink, Harald Potempa, Der Zusammenbruch des Alten Reichs (962-1806) und des alten Preußen im Jahre 1806 in Militärgeschichte Heft 3/2006, pp. 4–9, nota a p. 6.
126. ↑  Neuhaus, 2003, p. 100 e seguenti.
127. ↑  Essai sur les mœurs et l'esprit des nations, LXX
128. ↑  C. Tommasi, La ragione prudente. Pace e riordino dell'Europa moderna nel pensiero di Leibniz, Bologna, Il Mulino, 2008, pp. 9-11 (ed. digit.: 2009, doi: 10.978.8815/141170, Introduzione, doi capitolo: 10.1401/9788815141170/p1).
129. ↑  Guy N. Deutsch, Iconographie de l'illustration de Flavius Josèphe au temps de Jean Fouquet, Leida, 1986, p.51.
130. ↑  Johann Christoph Gatterers, Praktische Heraldik, Norimberga, 1791, p.42.
131. ↑  B. Koehne, Zeitschrift für Münz-, Siegel- und Wappenkunde, Berlino, 1842, p.181.
132. ↑  Schrader, 1998, p. 17.
133. ↑  Société d'Histoire et d'Archéologie, Revue d'histoire et d'archéologie, Bruxelles, 1860, p.267.
134. ↑  Benedict Jacob Römer-Büchner, Die Wahl und Krönung der deutschen Kaiser zu Frankfurt am Main, Francoforte sul Meno, 1858, p.48-55.
135. ↑  Hans Lentzte, Das Kaisertum Österreichs in Les grands empires, Università De Boeck, 1989, p.490.